# Roemenië
Roemenië (uitspraakⓘ) (Roemeens: România; [romɨˈnia]) is een republiek in Zuidoost-Europa grenzend aan de Zwarte Zee, Bulgarije, Servië, Oekraïne, Hongarije en Moldavië. Op die laatste twee na is het Romaanse Roemenië omringd door Slavische landen. Het land kent veel culturen, talen en religies die onderling beïnvloed zijn. Het landklimaat (koude winters en warme zomers) en de bergketen de Karpaten zorgen voor diverse landschappen met ongerepte natuur, oerbossen en vlaktes. Aan de Zwarte Zee zijn er brede zandstranden en een rivierdelta.
Op een grondgebied van 238.391 km² heeft Roemenië 21.302.893 (2020) inwoners. De hoofdstad Boekarest - in het interbellum Klein Parijs genoemd - is dé stad van Roemenië en een toeristische attractie. Tijdens het Sovjetregime nam Roemenië een aparte plaats in in het Oostblok en voerde het een relatief onafhankelijke buitenlandse politiek.
Roemenië is sinds 2004 lid van de NAVO en sinds 2007 van de Europese Unie. Het heeft de op zes na grootste bevolking en is het op acht na grootste land van de EU. De Roemeense taal behoort tot de Romaanse talen en is verwant aan het Italiaans, Frans, Spaans en Portugees.

## Algemeen

### Naam
Roemenië (România) komt van Român (Roemeen), en het Latijnse Romanus ("Romein"). Het oudste document in het Roemeens komt uit Câmpulung uit 1521 (bekend als "Neacșu's brief van Câmpulung"). In de brief waarschuwt Neacşu de burgemeester van Brașov voor een Turkse dreiging. In plaats van Walachije wordt de naam gebruikt die de inwoners zelf aan hun land gaven: Țara Românească, het Roemeense land (Țara < Latijns Terra = land). In de volgende eeuwen waren er twee spellingen: Român en Rumân. In de zeventiende eeuw werd besloten dat de vorm "rumân", die vaak gebruikt werd voor lagere klassen, de betekenis 'horige' kreeg, terwijl de vorm "român" een etnisch-taalkundige betekenis kreeg. Na de afschaffing van de slavernij in 1746 begon de vorm "rumân" langzaam te verdwijnen, en werd de vorm "român(esc)" definitief de juiste en enige spelling. De naam "România" werd de gebruikelijke naam voor alle Roemeense landen, en werd voor het eerst gebruikt in het begin van de negentiende eeuw. De Roemenen zijn het meest oostelijke Romaanse volk; het wordt compleet omringd door niet-Romaanse landen ("een Romaans eiland in een Slavische Zee").

### Vlag
De vlag van Roemenië is een verticale driekleur met blauwe, gele en rode band. De kleuren hebben een oorsprong in de Roemeense geschiedenis. Deze driekleur werd aangenomen op 27 december 1989. De huidige Roemeense vlag is ontworpen door Petrache Poenaru, op basis van de Franse vlag. Toen Tudor Vladimirescu's leger in 1848 Boekarest binnentrad, werd de vlag voor het eerst gebruikt. De vlag van Moldavië is gelijk aan de Roemeense vlag, afgezien van het wapen in het midden van de Moldavische vlag. De inwoners van Moldavië delen met de Roemenen eenzelfde taal en cultuur, al gebruikten zij het cyrillische alfabet in de periode dat de Republiek Moldavië deel uitmaakte van de Sovjet-Unie. Bijna identiek aan de Roemeense vlag is de vlag van Tsjaad, maar dat is toeval.

### Wapen
Het wapen van Roemenië werd op 10 september 1992 goedgekeurd door het Roemeense parlement. Het is gebaseerd op het wapen, dat het Koninkrijk Roemenië tussen 1922 en 1947 in gebruik had. Het wapen laat een adelaar zien met een kruis in zijn snavel en met een scepter en zwaard in zijn klauwen. Ook zijn de drie kleuren van de Roemeense vlag in het wapen te zien: blauw, geel en rood.
Het schild in het midden van het wapen is verdeeld in vijf delen. Elk deel staat voor één historische regio. Het traditionele symbool van de regio staat er bij:
- gouden adelaar - Vorstendom Walachije (Valahia of Țara Românească)
- oeros - Moldavië (Moldova)
- dolfijnen - Dobroedzja (Dobrogea)
- de Hongaarse mythologische Turul-vogel (geen adelaar, maar een slechtvalk), een zon en maan (representeren het Hongaarse Szeklerland) en zeven kastelen (representeren de zeven Saksische vestingssteden - Transsylvanië (Transilvania of Ardeal of Erdély)
- een leeuw en een brug - Oltenië (Oltenia) en Banaat (Banat) van Temesvár

### Volkslied
Deșteaptă-te, române! (vertaling: ontwaak, Roemeen!) is sinds 1989 het volkslied van Roemenië.
De tekst is geschreven door Andrei Mureșanu (1816-1863), een romantische dichter, journalist, vertaler en een volksleider uit de 1848-revolutie. De muziek is gecomponeerd door dichter, zanger en schrijver Anton Pann (1796-1854).
Sinds 1848 is Deșteaptă-te, române! een geliefd lied bij Roemenen, dat hun moed gaf op cruciale momenten tijdens de onafhankelijkheidsoorlog (1877-1878) en in beide wereldoorlogen. Tijdens de staatsgreep van 23 augustus 1944, toen Roemenië zich afwendde van nazi-Duitsland en zich aansloot bij de geallieerden, werd het lied spontaan uitgezonden op alle radiozenders en door iedereen meegezongen. Na de invoering van de communistische dictatuur op 30 december 1947, toen koning Michael moest aftreden, werd Deșteaptă-te, române! verboden. Op 22 december 1989, tijdens de anticommunistische revolutie, weerklonk het lied door de straten, waar het de mensenmassa's begeleidde en verenigde. Het is sindsdien weer het nationale volkslied geworden.

## Geschiedenis

### Daciërs
In 513 v.Chr. werden ten noorden van de Donau verscheidene stammen van de Geten verslagen door de Perzische keizer Darius de Grote tijdens zijn veldtocht tegen de Scythen (Herodotus IV.93). De Geten waren net als de Daciërs die in hetzelfde gebied woonden een Thracisch volk. Sommigen zien de Geto-Daciërs als een enkel volk. Na een half millennium werden de Geto-Daciërs onder leiding van Decebalus verslagen door het Romeinse Rijk onder leiding van keizer Trajanus. Hij had tussen 101 en 106 na Chr. twee veldtochten nodig om hen te verslaan. Het gebied kreeg de status van Romeinse provincie met de naam Dacia (Dacia Traiana). De Zuil van Trajanus op het forum in Rome herinnert aan deze overwinning.
De Gotische en Karpatische invasies tussen 238-269 (vanaf het begin van de Romeinse crisis van de derde eeuw tot aan de Slag bij Naissus) dwongen het Romeinse Rijk uiteindelijk om Dacia op te geven en de inwoners hiervan terug te trekken ten zuiden van de Donau in het voormalige Moesië. Deze nieuwe, beter te verdedigen Romeinse provincie kreeg de naam Dacia Aureliana en maakt tegenwoordig onderdeel uit van Servië, Bulgarije en Roemenië.
Dacië bereikte een hoogtepunt tijdens het bewind van Boerebista rond 80 v.Chr.

### Na de Romeinse overheersing

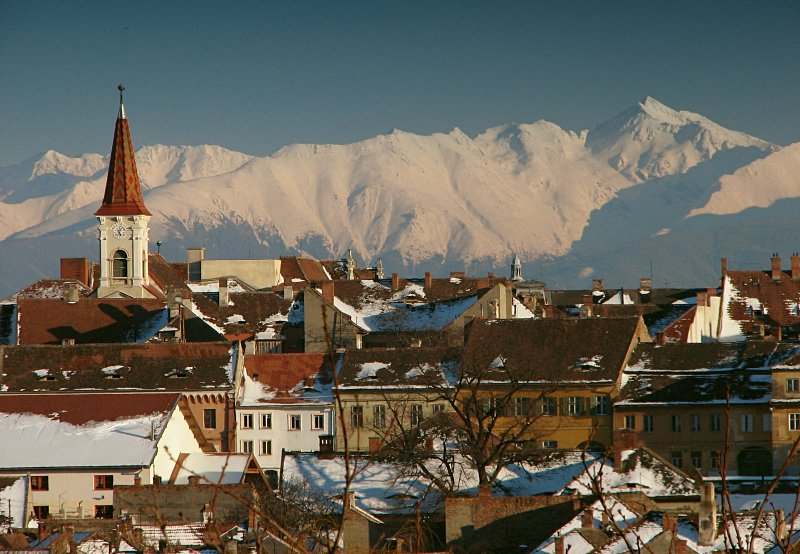
Middeleeuws Sibiu

Tussen 271 en 275 verlieten het Romeinse bestuur en het Romeinse leger het voormalige Dacië, waar de Goten waren binnengevallen. Zij leefden daar tot de vierde eeuw samen met de plaatselijke bevolking. Toen kwam er een nomadenvolk, de Hunnen. De Gepiden en Avaren bestuurden Transsylvanië tot de achtste eeuw, toen de Bulgaren Dacië aan hun rijk toevoegden en het bestuurden tot 1018. Transsylvanië was vanaf de stichting van het Hongaarse Koninkrijk in de tiende of elfde eeuw tot de zestiende eeuw Hongaars; toen werd het vorstendom Transsylvanië gevormd. Maar door de verwoestingen en financiële lasten werd de lokale bevolking niet beïnvloed door de migranten in hun manier van leven en hun cultuur. De Petsjenegen, Kumanen en Uzen bevonden zich ook op Roemeens terrein, dat bewijzen archeologische vondsten. De Roemeense vorstendommen Walachije (door Basarab I) en Moldavië (door de Maramureșaan Dragoș) werden gesticht tussen de dertiende en veertiende eeuw. In de Middeleeuwen leefden de Roemenen in twee verschillende en onafhankelijke Roemeense vorstendommen: Walachije (Roemeens: Țara Românească - Roemeens Land) en Moldavië (Roemeens: Moldova) maar ook in het door de Hongaren bestuurde Transsylvanië.

### Late Middeleeuwen
In 1475 bracht Stefan de Grote van Moldavië (Ștefan cel Mare) de Turken in de Slag bij Vaslui een nederlaag toe. Ook andere heersers in de vijftiende eeuw zoals Vlad Țepeș (Vlad de Spietser), ook bekend als (Vlad Dracula, heerser van Walachije) en Johannes Hunyadi (Iancu de Hunedoara, heerser van Transsylvanië) streden tegen de Turken. Ondanks de overwinningen in de vijftiende eeuw kwamen Walachije en Moldavië eind vijftiende, begin zestiende eeuw onder suzereiniteit van het Ottomaanse Rijk (1476 - Walachije, 1514 - Moldavië). Als vazalstaten hadden ze complete interne autonomie en een zekere externe onafhankelijkheid, die ze eind achttiende eeuw volledig kwijtraakten. In 1812 annexeerde het Russische Rijk de oostelijke helft van Moldavië (hoewel Moldavië dit gedeeltelijk terugkreeg na het Verdrag van Parijs in 1856). In 1775 annexeerde Oostenrijk-Hongarije het noordelijke gedeelte van Boekovina (het noorden van Moldavië) en annexeerde het Ottomaanse Rijk het zuidoostelijke gedeelte van Moldavië, de Boedzjak (Roemeens: Bugeac).

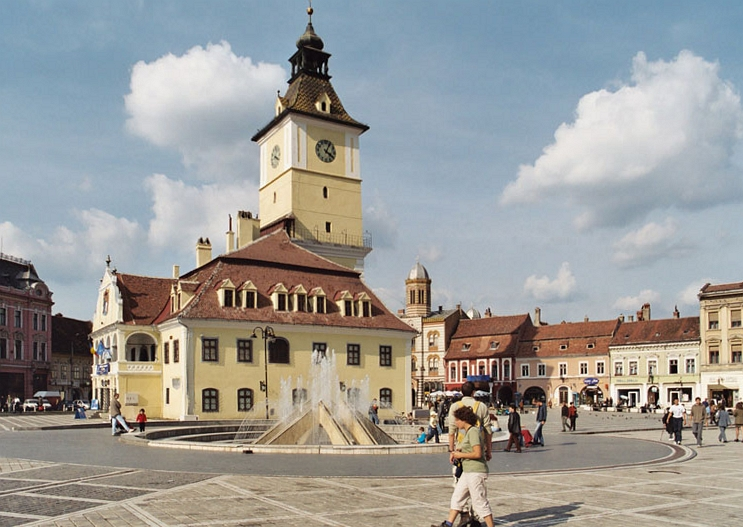
Brașov, een historische stad

Een van de grootste Hongaarse koningen, Matthias Corvinus (in het Roemeens bekend als Matei Corvin, heerser tussen 1458-1490 - zijn vader was een Roemeen), was geboren in Transsylvanië en is geclaimd door de Roemenen vanwege zijn Roemeense vader, Johannes Hunyadi (Roemeens: Iancu de Hunedoara), maar is ook geclaimd door de Hongaren vanwege zijn Hongaarse moeder. Later in 1541, werd Transsylvanië officieel een multi-etnisch vorstendom, onder suzereiniteit van het Ottomaanse Rijk na de Slag bij Mohács.

### Het vroege moderne Roemenië

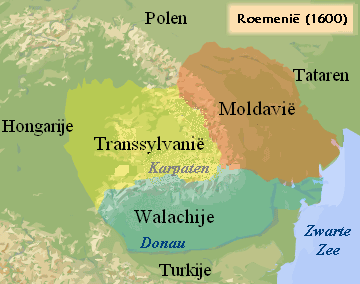
De drie vorstendommen tijdens Michaël de Dappere, Mihai Viteazul

Michaël de Dappere (Roemeens: Mihai Viteazul) (1558 - 9 augustus 1601) was heerser van Walachije (1593-1601), van Transsylvanië (1599-1600) en van Moldavië (1600). Tijdens zijn bewind werden zijn drie vorstendommen, die grotendeels bewoond waren door Roemenen, voor het eerst verenigd en bestuurd door één vorst. Hij geldt als een van de nationale helden van Roemenië.
Aan het eind van de achttiende eeuw veroverde Oostenrijk-Hongarije Transsylvanië. Tijdens de Oostenrijks-Hongaarse dubbelmonarchie (1867-1918) werden de Roemenen in Transsylvanië onderdrukt door de politiek van ‘magyarisatie’ door de Hongaarse overheid.
Na eeuwen van Ottomaanse overheersing in Moldavië en Walachije begonnen ook de Roemenen daar zich steeds meer onderdrukt te voelen. Zo begon er in 1848 in Walachije een nationalistische revolutie onder leiding van Tudor Vladimirescu, die echter hardhandig werd neergeslagen. Walachije bleef onder Ottomaanse overheersing.

### Van Verenigde Prinsdommen naar Koninkrijk Roemenië

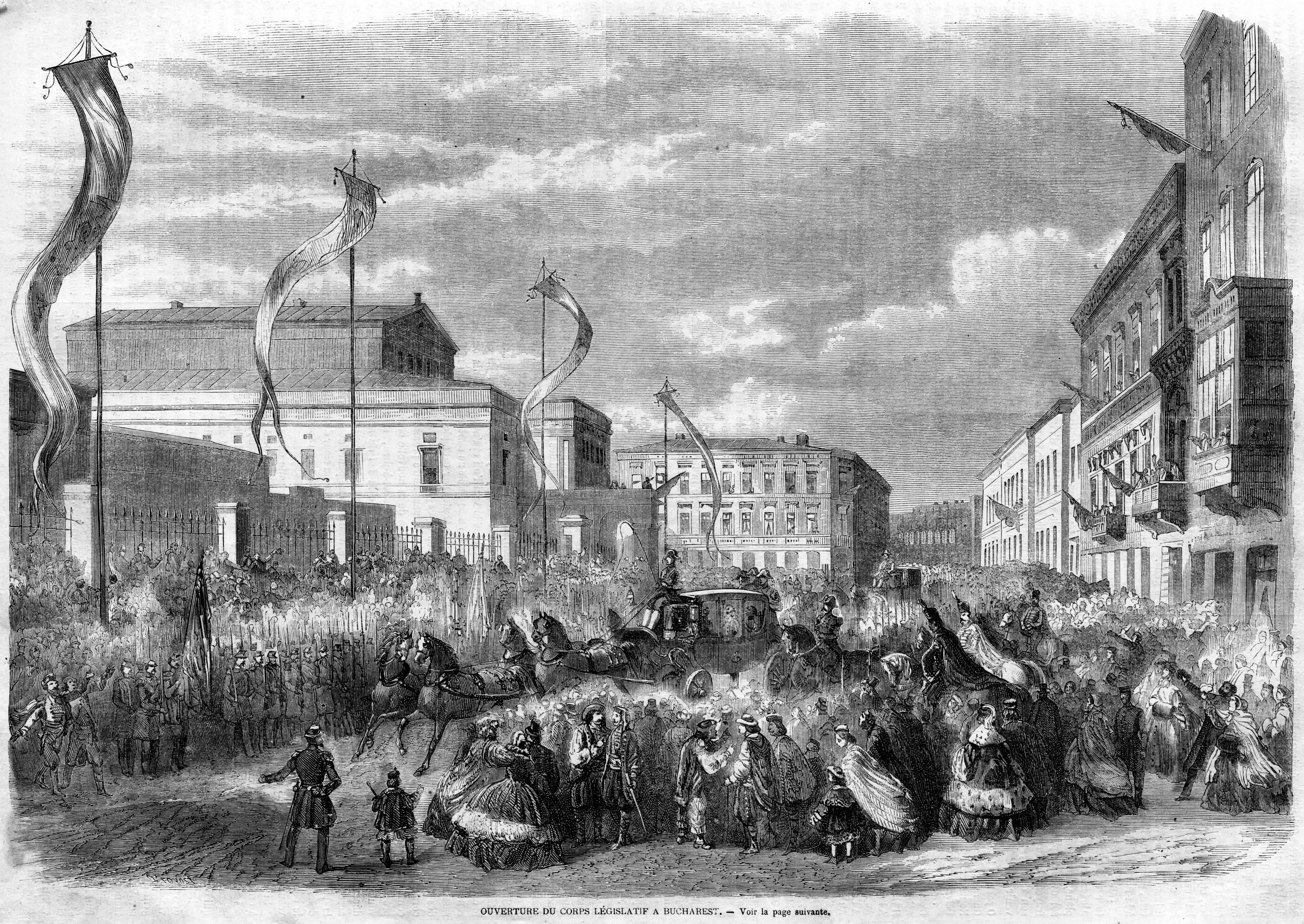
Opening in Boekarest van de eerste Wetgevende Vergadering van de Verenigde Prinsdommen van Roemenië, (L'Illustration, 1862)

Walachije en Moldavië verklaarden zich onafhankelijk van de Turken in 1859 en kozen dezelfde vorst (Domnitor), Alexander Johan Cuza (Roemeens: Alexandru Ioan Cuza), maar werden niet erkend door Frans Jozef I van Oostenrijk. Sultan Abdülaziz erkende deze staat op 23 december 1861, waarna Moldavië en Walachije op 24 januari 1862 formeel één werden als Verenigde Prinsdommen van Roemenië, ook wel genoemd Klein Roemenië, met als hoofdstad Boekarest.
De toenemende autoritaire houding van Cuza leidde door toedoen van een grote coalitie van conservatieve en liberale radicalen in 1866 tot zijn val.
Op 26 maart 1866 werd Karel van Hohenzollern-Sigmaringen door de regering tot nieuwe vorst (Domnitor) van het land verkozen. Door de vertegenwoordiger van een erkende dynastie (Hohenzollern-Sigmaringen) aan de macht te brengen hoopte men net als de Grieken tegenwicht te bieden tegen de omringende staten die tot dan toe gewoon waren geweest het Roemeense grondgebied te overheersen. Rusland had al luid en duidelijk de separatistische tendensen in Moldavië gesteund door het organiseren van betogingen in Iasi, de hoofdstad van de toenmalige provincie Moldavië. Op 10 mei 1881 werd Karel als Carol I tot de eerste koning ('rege') van Roemenië gekroond.
Tijdens de Russisch-Turkse oorlog tussen 1877-1878 vocht Roemenië aan Russische zijde; in 1878 werd de onafhankelijke staat Roemenië officieel erkend door de Grootmachten tijdens het Congres van Berlijn. In ruil voor het afstaan van de drie zuidelijke districten van Bessarabië aan Rusland, die door Moldavië na de Krimoorlog in 1852 waren herwonnen, ontving Roemenië de Dobroedzja. In 1881 werd het vorstendom Roemenië opgeheven en kwam er een nieuw koninkrijk voor in de plaats; de vorst Carol I werd gekroond tot koning van Roemenië.

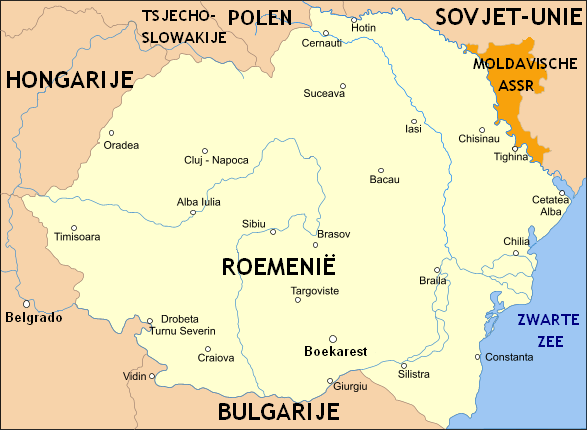
Koninkrijk Roemenië na de Eerste Wereldoorlog en in het oranje de Moldavische ASSR

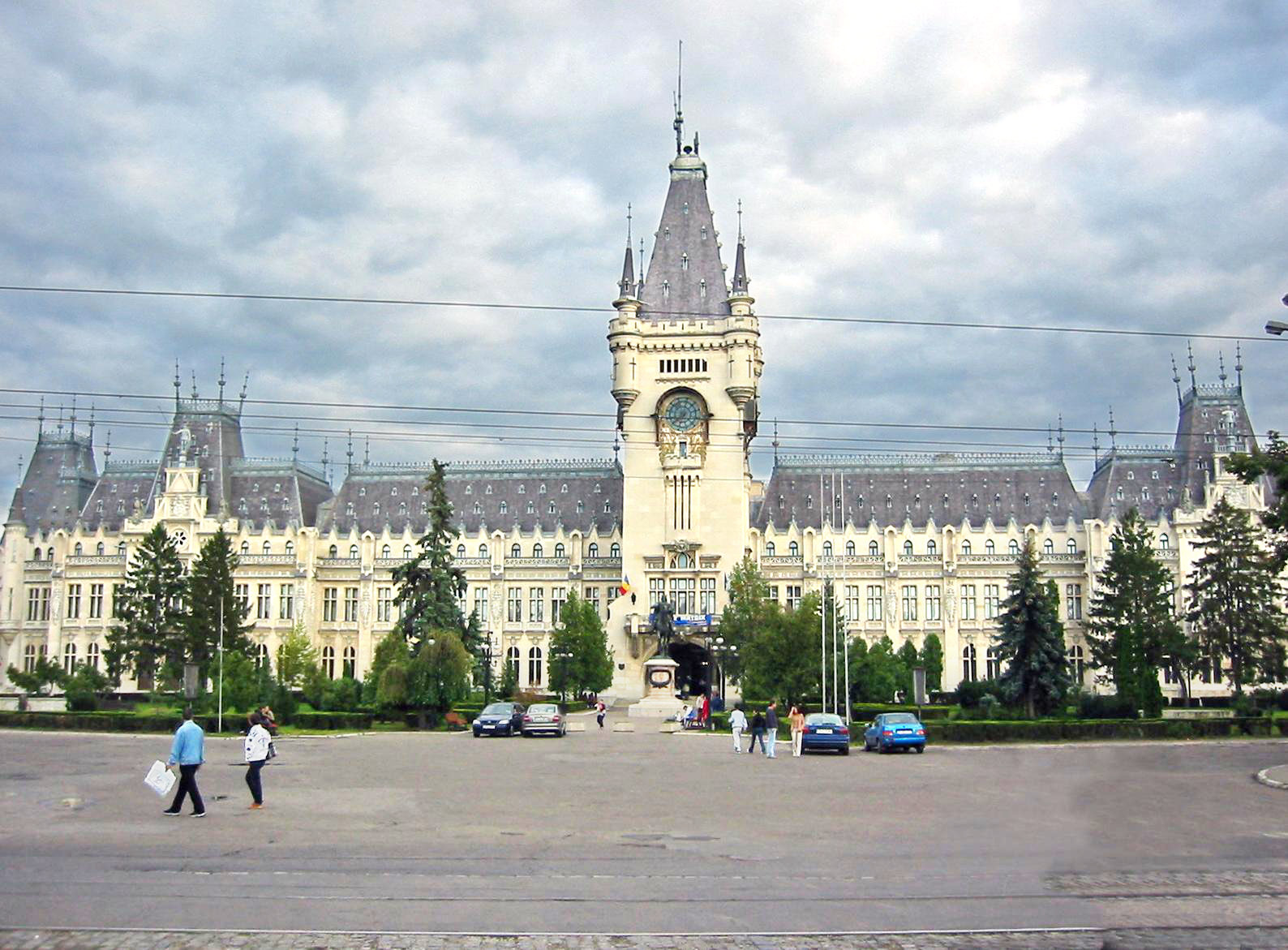
Het Cultuurpaleis in Iași

Tijdens de Tweede Balkanoorlog in 1913 verwierf Roemenië de zuidelijke Dobroedzja van Bulgarije bij het Verdrag van Boekarest.
Na twee jaar neutraliteit in de Eerste Wereldoorlog verklaarde Roemenië de oorlog aan de centrale mogendheden. De Roemeense campagne eindigde in een ramp voor Roemenië; de centralen bezetten een groot deel van het land en vernietigden een groot deel van het Roemeense leger in vier maanden tijd. Na de oorlog vielen onder andere het Russische Rijk en Oostenrijk-Hongarije, waarna Bessarabië (1917), Boekovina en Transsylvanië (1918) toegevoegd werden aan het Roemeense Koninkrijk. Het Verdrag van Trianon in 1920 zorgde ervoor dat ook de regio's Banaat, Crișana en Maramureș aan Roemenië werden toegevoegd. Het nieuwe Roemenië zou grenzen aan Joegoslavië, Hongarije, Tsjechoslowakije, Polen (Woiwodschap Stanisławów), de Sovjet-Unie en Bulgarije.
Op 15 oktober 1922 werd koning Ferdinand (de neef van Carol I, koning van Roemenië sinds 1914) in Alba Iulia, in het hart van Transsylvanië, tot koning van het Complete-Roemenië gekroond.

### Roemenië tijdens de Tweede Wereldoorlog
Vlak voor de Tweede Wereldoorlog, in 1939, werd Roemenië de grootste olieleverancier van Duitsland. In 1940 greep generaal Ion Antonescu met een staatsgreep de macht. Antonescu gedroeg zich als een dictator en werkte samen met de IJzeren Garde, een fascistische groep.

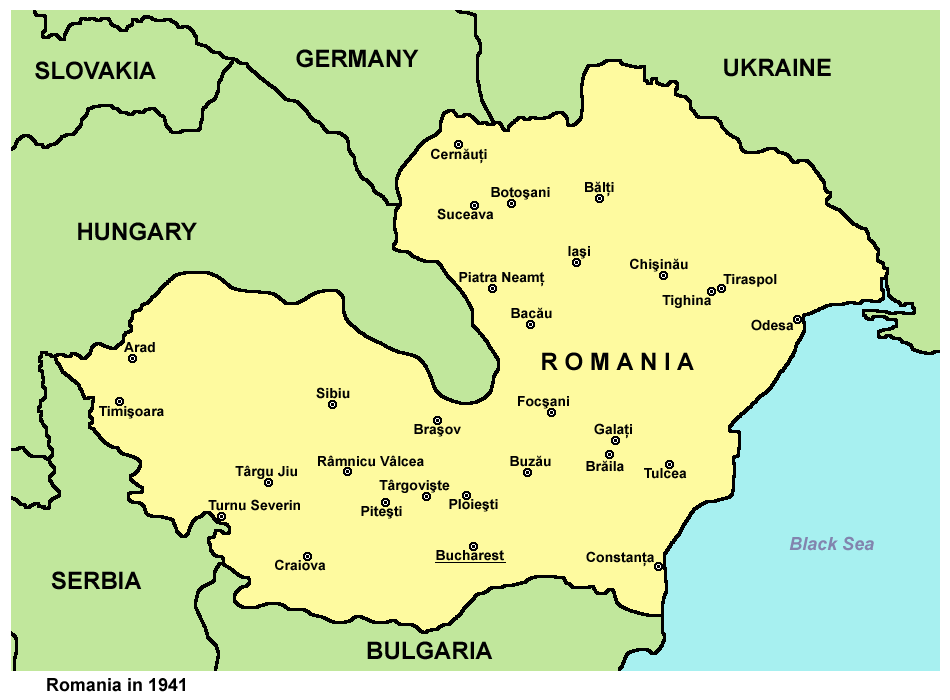

Het noorden van Transsylvanië was door het tweede Weense scheidsgericht bij verdrag aan Hongarije toebedeeld. In 1940 werden het noorden van Boekovina, Bessarabië en het zuiden van de Dobroedzja bezet door Russische en Bulgaarse troepen. Carol II trad datzelfde jaar in paniek af en werd opgevolgd door de jonge Michael. De regering zocht hulp en sloot uiteindelijk aan bij nazi-Duitsland, Italië, Hongarije en Bulgarije, dus verklaarde Roemenië de oorlog aan de Russen en de geallieerden. In de voetsporen van de Duitsers heroverde Roemenië na Operatie Barbarossa Bessarabië en het noorden van Boekovina op de Sovjet-Unie, onder leiding van generaal Ion Antonescu. Roemenië ontving van nazi-Duitsland het gebied Transnistrië, een deel van het huidige Moldavië.
Tijdens de Tweede Wereldoorlog speelde het regime van Antonescu, dat met nazi-Duitsland samenwerkte, een rol in de Holocaust; het regime onderdrukte en vermoordde vele Joden en in mindere mate ook Roma (zigeuners). Volgens een rapport dat in 2004 door een commissie onder leiding van Elie Wiesel werd vrijgegeven, waren de Roemeense autoriteiten een van de belangrijkste daders in de planning en uitvoering van de moord op 280.000 tot 380.000 Joden, hoofdzakelijk in de oostelijke en veroverde gebieden van Roemenië.
Aan het eind van de oorlog drongen Sovjetlegers in 1944 Roemenië binnen. Koning Michael beëindigde de dictatuur van Antonescu en verklaarde Duitsland de oorlog, maar de conferentie van Parijs in 1947 erkende geen rol van Roemenië in de nederlaag van nazi-Duitsland.

### Communistisch Roemenië
Terwijl troepen van het Rode Leger in het land gestationeerd waren, werden er in 1946 verkiezingen gehouden; de communisten kregen 80% van de stemmen, dit was het resultaat van stemmanipulatie. Koning Michaël werd door de communisten (en het Rode Leger) gedwongen afstand te doen van zijn troon. Hij verliet het land, dat prompt werd uitgeroepen tot volksrepubliek. Communist Gheorghe Gheorghiu-Dej kwam aan de macht.
Roemenië was een communistische staat die tot 1958 onder direct militair en economisch bestuur van de USSR stond. In deze periode werden de schaarse middelen die Roemenië na de Tweede Wereldoorlog nog overhad, overhandigd aan (lees: weggenomen door) de Russen na een verdrag, de "SovRom": gemixte Sovjet-Roemeense bedrijven moesten de schade van de Russen in de Tweede Wereldoorlog goedmaken, naast "genereuze" herstelbetalingen aan de USSR. Tijdens deze periode werden er meer dan twee miljoen mensen vaak willekeurig gevangengenomen, veelal op grond van voorgewende politieke, economische of andere redenen. Er waren honderdduizenden moorden, martelingen en misbruiken van politieke tegenstanders en gewone burgers. Minstens 200.000 mensen verloren tussen 1948 en 1964 hun leven wegens communistische machtsuitbreiding in Roemenië.
Gheorghiu-Dej rekende in 1952 als nationaal-communist in een showproces af met de rivaliserende Moskou-gezinde communisten rond Ana Pauker. In 1965 overleed Gheorghiu-Dej en werd Nicolae Ceaușescu eerste secretaris van de partij. Er werd een nieuwe grondwet aangenomen en de naam van het land werd veranderd van Volksrepubliek Roemenië tot Socialistische Republiek Roemenië. Twee jaar later, in 1967, werd Ceaușescu benoemd tot staatshoofd. Hij vaardigde het Decreet 770 uit. Onder zijn dictatuur streefde Roemenië naar een onafhankelijker koers binnen het Sovjetblok. Zo werd bijvoorbeeld de inval van het Warschaupact in Tsjechoslowakije in 1968 veroordeeld, en wenste het land zich niet te mengen in het conflict tussen de Sovjet-Unie en China. Ook onderwierp Roemenië zich niet aan de Brezjnev-doctrine, waarin de communistische landen van het Oostblok slechts beperkte soevereiniteit werd gegund. Toch kwam het in 1970 tot een vernieuwing van het vriendschapsverdrag met de Sovjet-Unie.
Het binnenlands bestuur van Ceaușescu kenmerkte zich intussen door een toenemende hardheid ten aanzien van alles wat als dissident gedrag werd aangemerkt. Gaandeweg verspeelde de dictator zijn aanvankelijke goodwill in binnen- en buitenland, onder meer door het machtsstreven van zijn echtgenote Elena, en door de bouw van een gigantisch paleis in de hoofdstad Boekarest, waarvoor hele woonwijken moesten verdwijnen (zie Systematizatie).
Een korte periode bracht relatieve economische bloei tussen de late jaren zestig en de vroege jaren zeventig, die door sommigen het "gouden tijdperk" werd genoemd. Dit tijdperk eindigde geleidelijk aan, eerst politiek en toen economisch. Sommige partijleiders (zoals Ion Iliescu, Corneliu Manescu, of Gheorghe Apostol) stelden tijdens de latere periode van dit tijdperk veranderingen voor, waarop zij gedegradeerd werden. De Roemeense staatsschuld nam enorm toe tussen 1977 en 1981: van 3 tot 10 miljard dollar. De invloed van internationale financiële organisaties zoals het IMF en de Wereldbank groeide en kwam in conflict met Ceaușescu's autarkische politiek. Ceaușescu stelde uiteindelijk een project van totale terugbetaling van de buitenlandse schuld in werking (voltooid in 1989, erg kort voor zijn afzetting). Om dit doel te bereiken, legde hij een beleid op dat Roemenen verarmde en de Roemeense economie uitputte. Hij breidde de politie uit (zie Securitate) en voerde via de massamedia een persoonsverheerlijking naar Noord-Koreaans voorbeeld op.
Een positieve ontwikkeling tijdens deze periode was een vrijwel complete alfabetisering en de ontwikkeling van een efficiënt onderwijssysteem. Nochtans was deze onderwijshervorming niet gekoppeld aan industriële ontwikkeling en urbanisatie beleid, zodat bijna de helft van de bevolking van Roemenië nog op het platteland woont (ongeveer 47%; zie de Demografie van Roemenië). Een andere ontwikkeling is de besproken terugtocht van de Sovjettroepen in Roemenië in 1958. Deze terugtrekking maakte het mogelijk om een onafhankelijker buitenlandse koers te varen, zoals bleek uit de veroordeling van de door Sovjet-Unie geleide invasie van Tsjecho-Slowakije (1968), en de voortzetting van Roemeens-Israëlische diplomatieke relaties na de Zesdaagse Oorlog van 1967 (Roemenië was het enige land in het Warschaupact dat dit deed), de totstandbrenging van economische (1963) en diplomatieke (1967) relaties met de Bondsrepubliek Duitsland, enzovoort. De nauwe banden tussen Roemenië met zowel Israël als de Arabische landen (en PLO) stonden Roemenië toe om een essentiële rol in de processen van Israël-Egypte en van de vrede tussen Israël-PLO te spelen.
Door de onderdrukking door Ceaușescu volgde er uiteindelijk een volksopstand in december 1989. Die begon in Timișoara nadat de lokale bevolking protesteerde tegen de gedwongen verplaatsing van de populaire dominee László Tőkés. De protesten sloegen over naar andere steden en het leger sloot zich uiteindelijk aan bij de protestanten. Ceaușescu werd afgezet en probeerde, samen met zijn vrouw Elena met behulp van de Securitate te vluchten. Nadat zij werden ingesloten en na een kort schijnproces werden zij op een binnenplaats in Târgoviște op kerstdag geëxecuteerd. De Roemeense Revolutie was de enige gewelddadige anti-communistische revolutie in Oost-Europa die eindigde in een executie van de dictator en kostte waarschijnlijk meer dan duizend doden. Ion Iliescu werd direct daarna tot "redder van Roemenië" en later tot president gekozen. Hij is een ex-communist en volgde een gematigde koers.

### Roemenië sinds 1989
Na de Koude Oorlog haalde Roemenië de banden aan met West-Europa ondanks dat vele Roemenen het land verlieten wegens ontevredenheid. In mei 1990 kwamen de eerste vrije verkiezingen die van Iliescu de president maakten. Bij de verkiezingen in 1996, versloeg Emil Ion Constantinescu Iliescu. Vier jaar later werd Iliescu herverkozen en Adrian Năstase werd premier. Op 12 december 2004 werd Traian Băsescu president. Zijn belofte om corruptie te bestrijden door alle vroegere leden van de Securitate (de Roemeense geheime dienst tijdens het communisme) te ontmaskeren kreeg steun van de coalitie de Alliantie (DA) van Waarheid en Rechtvaardigheid. Ze werd gevormd door zijn Democratische Partij en de Nationaal-Liberale Partij. De overheid bestond uit een grotere coalitie die de Humanistische Partij (nu Conservatieve Partij genoemd) en de etnisch-Hongaarse partij UDMR omvatte.
In 2007 werd Roemenië samen met Bulgarije toegelaten tot de Europese Unie. Maar omdat het land niet op alle punten voldeed aan de toelatingsvoorwaarden, werd het onder bijzonder toezicht geplaatst van de Europese Commissie. De tekortkomingen betroffen de bestrijding van corruptie en georganiseerde misdaad.
In februari 2017 vonden de grootste protesten sinds de revolutie van 1989 plaats. Men richtte zich tegen de sociaaldemocratische regering van Sorin Grindeanu, die een noodverordening uitvaardigde waardoor honderden politici en andere hooggeplaatsten beschermd dreigden te worden tegen vervolging voor corruptie.
In december 2017 overleed ex-koning Michaël I van Roemenië. Hoewel er sinds 1947 geen koningshuis meer is in Roemenië heeft het wel een speciale juridische en vertegenwoordigende status binnen de republiek. Sinds het overlijden van Michaël I van Roemenië heeft zijn dochter Margareta van Roemenië niet de titel van koningin aangenomen, maar omdat ze ook niet langer kroonprinses is, is in overleg met de regering een tussenvorm gekozen: bewaarder van de kroon, met het predicaat 'Hare Majesteit'.

## Geografie

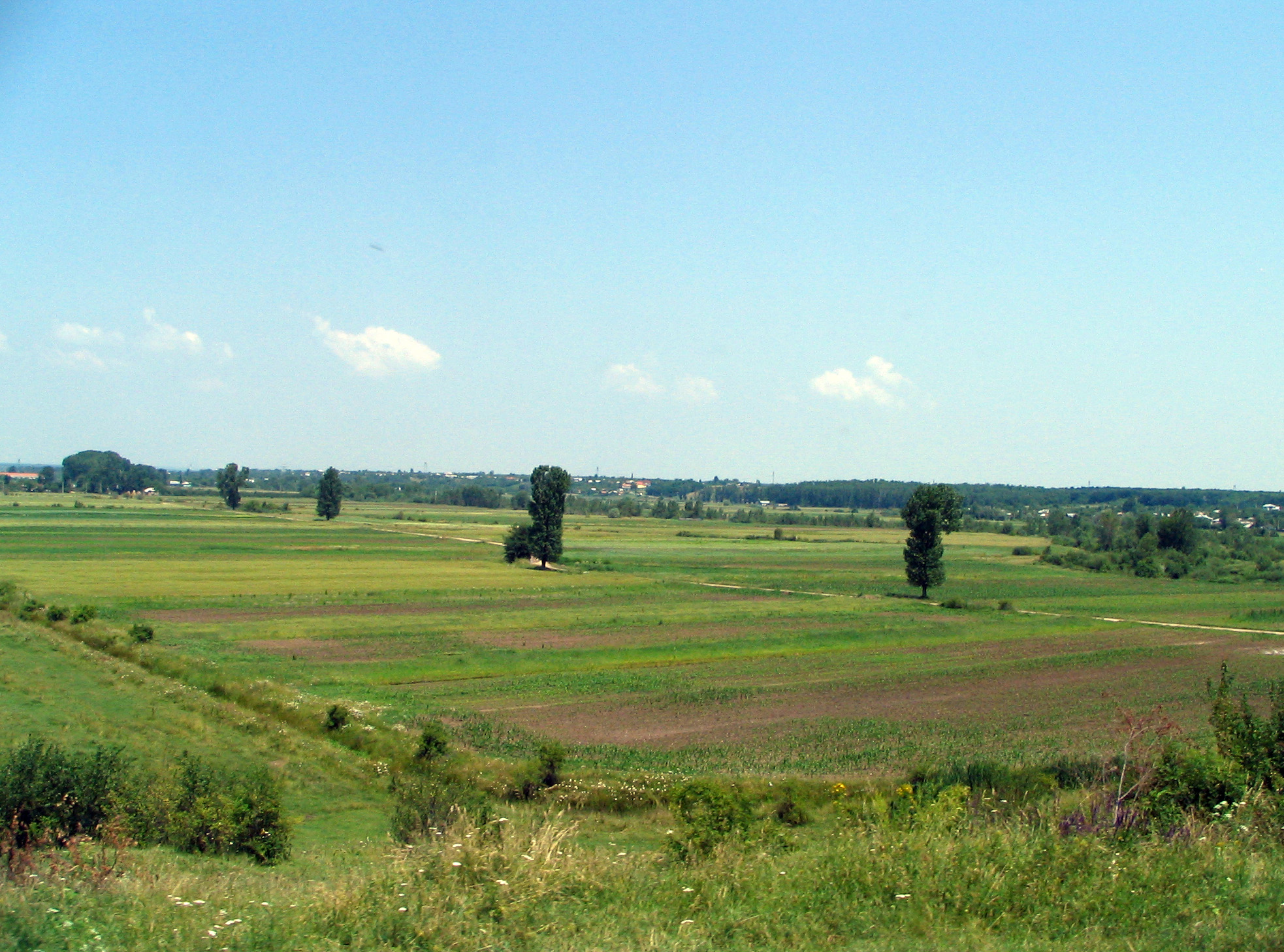
De Beneden-Donauvlakte in Argeș

De Karpaten verdelen Roemenië in drie landstreken: ten noordwesten Transsylvanië, ten zuiden Walachije en ten oosten Moldavië. Langs de kust, ten oosten van de Donau, ligt de Dobroedzja. Het zuiden van Roemenië bestaat vooral uit vlakte, campia română (Roemeense vlakte), de Beneden-Donauvlakte. In het midden van het land, in Transsylvanië is er sprake van een hoogvlakte. Het uiterste westen van Roemenië (Crișana, Banaat) bestaat ook uit vlakte, en heet in het Roemeens de westervlakte (câmpia de vest).
In het noorden van de Dobroedzja vindt men de grootste delta van Europa, de Donaudelta. Deze delta is rijk aan vogels en vis. De grootste rivier van Roemenië is de Donau, die grotendeels op de grens van Bulgarije stroomt. Aan de Donau liggen ook verscheidene belangrijke havensteden zoals Galați, Brăila en Tulcea. Andere grote rivieren, die niet belangrijk zijn voor de handel, zijn de Mureș, de Someș, de Olt, de Siret en de Proet.
Het hoogste punt van de Karpaten is de Moldoveanu (2544 m), een berg in het Făgărașgebergte (Zevenburgse Alpen of Zuidelijke Karpaten). Twee andere bergen in het Făgăraș-gebergte beslaan de tweede en derde plek.
Natuurrampen, zoals aardbevingen, lawines en overstromingen komen soms voor. De ergste aardbeving was de aardbeving van 1977. In 2005 en 2006 waren er verscheidene overstromingen. Vaak zijn er in de bergen, in de lente, (modder)lawines wegens smeltende sneeuw en regenval.

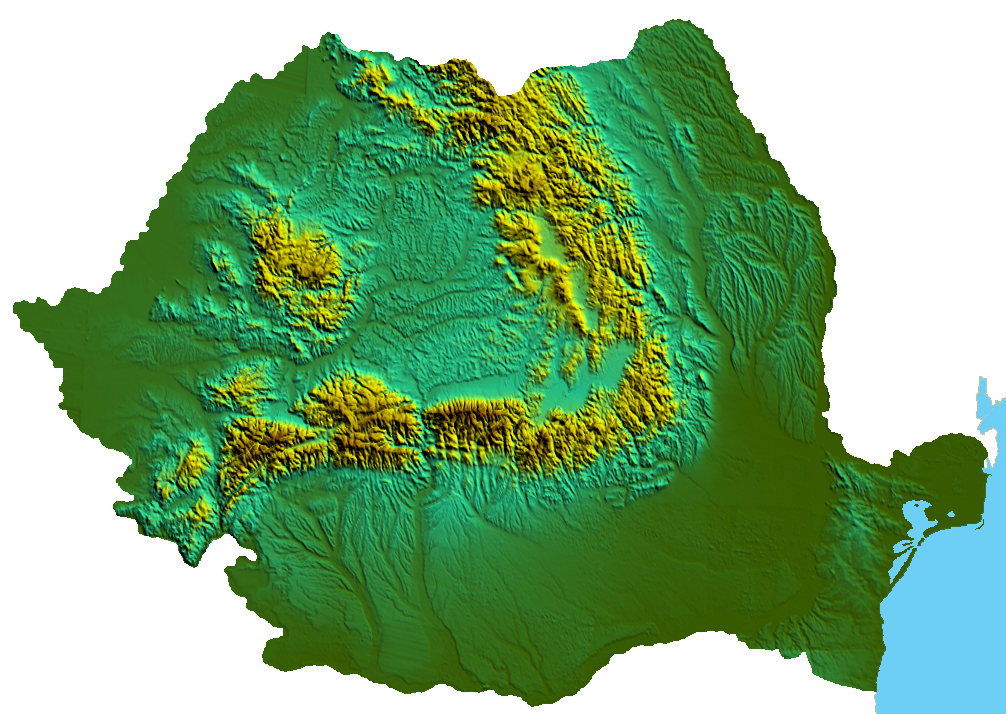
Reliëfkaart van Roemenië

De oppervlakte is 238.391 km² (circa 8× België of 6× Nederland). De landsgrenzen zijn in totaal 3149,9 km lang. Die is als volgt verdeeld over de verschillende aangrenzende landen en zeeën:
- Bulgarije: 613,3 km, waarvan 470 km door de Donau
- Servië: 546,4 km, waarvan 289,6 km door de Donau
- Moldavië: 681,3 km door de Proet
- Oekraïne: 649,4 km, waarvan 343,9 km door de Tisza en de Donau
- Hongarije: 448,0 km, waarvan 32,2 km door de Mureș
- Zwarte Zee: 244 km

### Steden

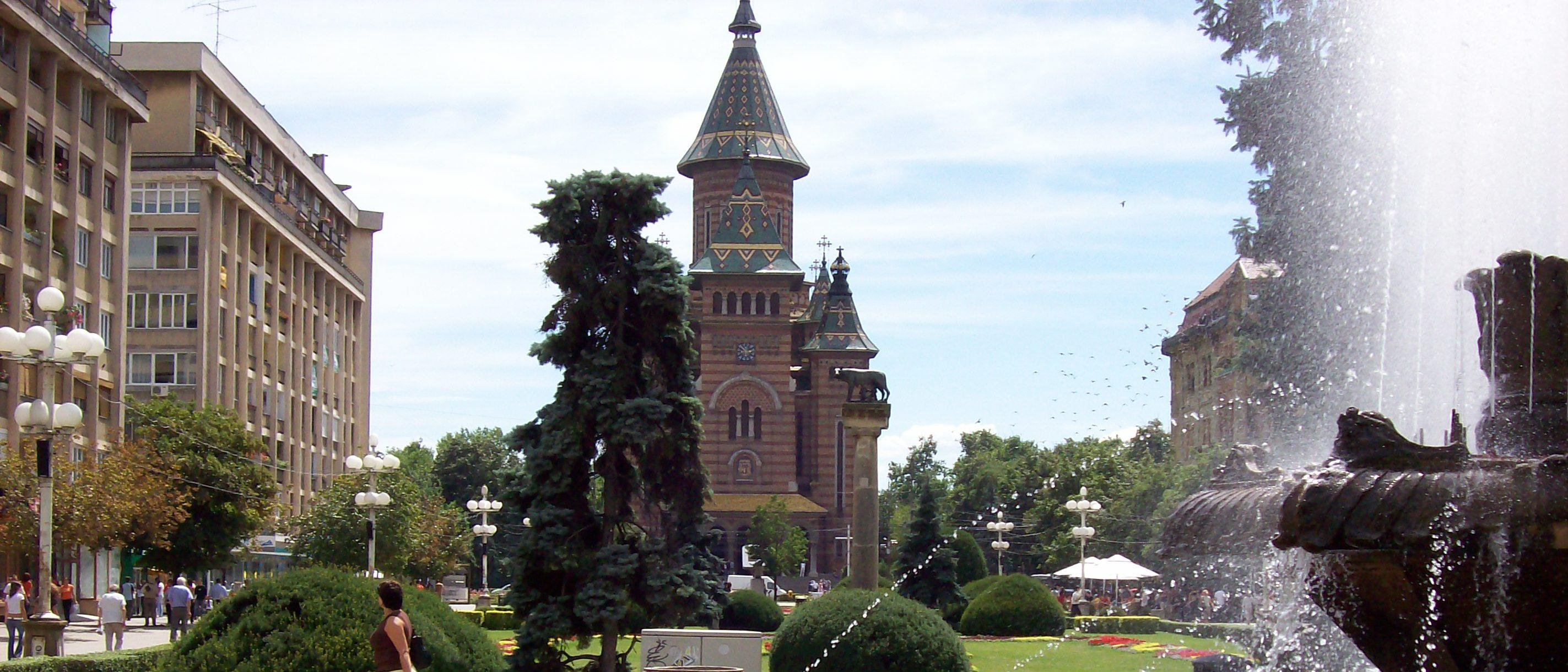
Timișoara, bijnaam Klein Wenen, een van de mooiste steden van Roemenië

De hoofdstad is Boekarest (Roemeens: București), met 2.354.737 inwoners (Gemeente of Groot-Boekarest heeft er 3,5 miljoen). Andere grote steden zijn:
| Stad        | Inwoners | District  |
| ----------- | -------- | --------- |
| Iași        | 321.580  | Iași      |
| Cluj-Napoca | 318.027  | Cluj      |
| Timișoara   | 317.651  | Timiș     |
| Constanța   | 310.526  | Constanța |
| Craiova     | 302.622  | Dolj      |
| Galați      | 298.584  | Galați    |
| Brașov      | 283.901  | Brașov    |
| Ploiești    | 232.452  | Prahova   |
| Brăila      | 217.929  | Brăila    |
| Oradea      | 206.527  | Bihor     |
| Arad        | 172.827  | Arad      |

Roemenië heeft qua cultuur en stedelijk aanzien mooie en toeristisch interessante steden, hoewel er tijdens het communistische bewind vele stadswijken ten onder zijn gegaan. Zo heeft Timișoara de bijnaam Klein Wenen, en had Boekarest in de jaren twintig en dertig de bijnaam Klein Parijs. De eerste elektrische straatverlichting in Europa was in Timișoara. Iași en Cluj-Napoca hebben beroemde universiteiten en Constanța heeft de grootste en belangrijkste haven van Roemenië. En in Boekarest ligt het op een na grootste gebouw van de wereld, het Parlementspaleis. Ook de middeleeuwse steden van Transsylvanië, zoals Sibiu, Brașov, Biertan en Sighișoara mogen niet vergeten worden.

### Natuur
Roemenië is rijk aan natuur. Er zijn oerbossen en Roemenië heeft zeldzame of zelfs unieke diersoorten en de grootste populaties lynxen, wolven en beren van Europa. De Donaudelta is rijk aan vis en vogels, maar toch leven de meeste diersoorten in de bergen. Om de diersoorten te beschermen, zijn er natuurparken. Vroeger bedekten oerbossen bijna heel Roemenië (behalve het zuidoosten). Tegenwoordig bedekken ze 26,2% (6.366.000 hectare) van het land. In het zuiden, rond Boekarest, is er slechts een klein deel over (zie Vlăsiabos). De eerste organisatie ter bescherming voor dieren (Legea pentru Protectia Monumentelor Naturii) werd opgericht in 1930. Een jaar later nam een organisatie het over die nog functioneert. Er worden ongeveer 630 zones beschermd (totaal 1.200.000 hectare). Buiten dit bestaan er drie biosfeerreservaten, 14 nationale parken, verschillende natuurparken en 362 nationale reservaten. De Donaudelta staat op de UNESCO-Werelderfgoedlijst.

### Klimaat

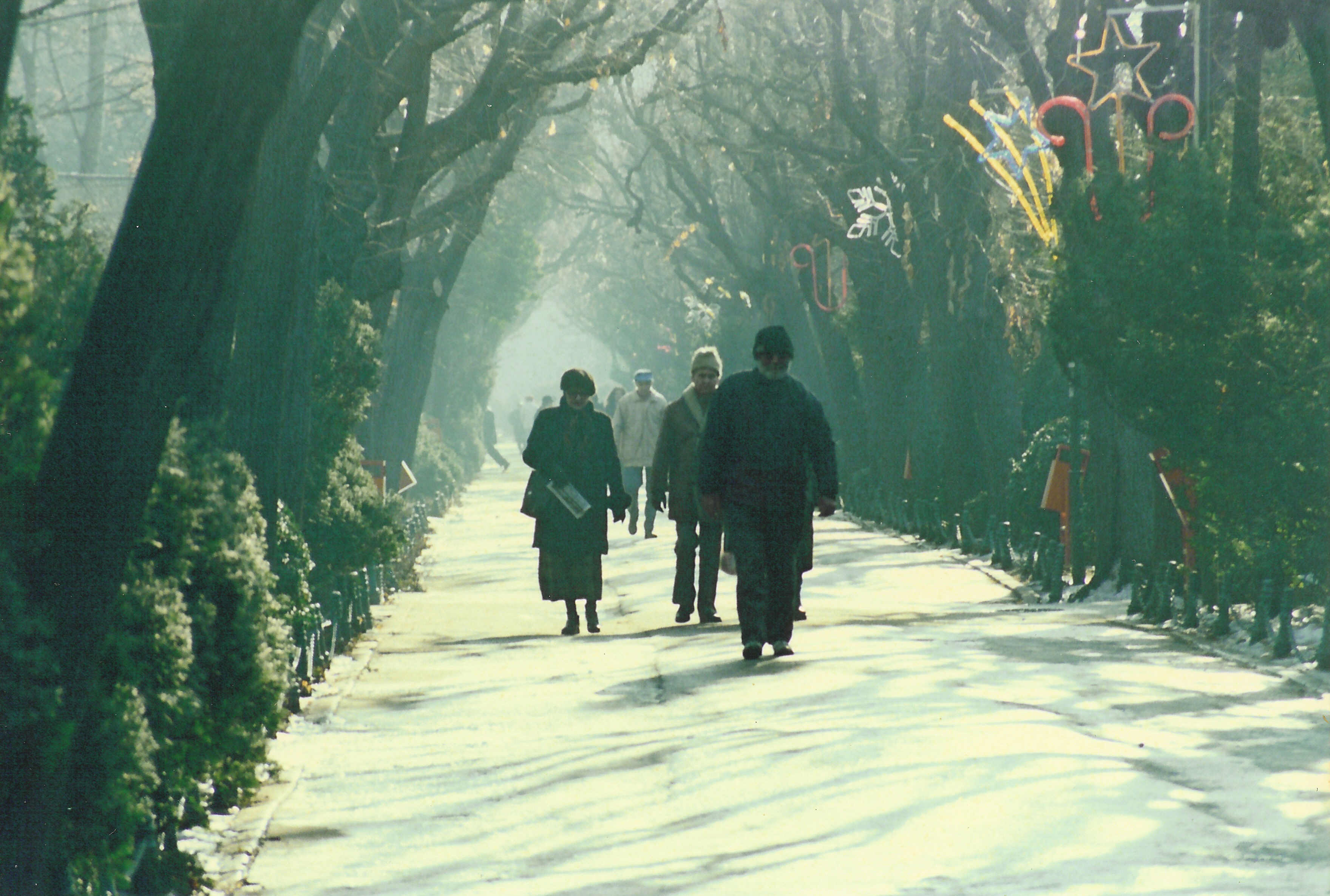
Winter in het Cișmigiupark in Boekarest

Roemenië heeft een landklimaat met warme zomers en koude winters. Gemiddeld is het in de winter −3 °C en in de zomer tussen 22 en 24 °C.
In het zuiden van het land, op de Beneden-Donauvlakte, staat het jaarlijkse gemiddelde van temperatuur op 10 °C; in het noorden is dit 8 °C.
Lokaal zijn er vele verschillen, wegens de bergen in het midden, vlaktes in het zuiden, oosten en uiterste westen, de Atlantische Oceaan in het westen en de Middellandse Zee in het zuiden.
De laagste temperatuur gemeten is −38,5 °C, in Bod op de Hoogvlakte van Brașov (in ruime zin de Zevenburgse Hoogvlakte). De maximumtemperatuur was 44,5 °C bij Ion Sion op de Bărăganvlakte, een regio in de Beneden-Donauvlakte.
In het westen van het land is er meer neerslag dan in het oosten. Het jaarlijkse gemiddelde is ongeveer 637 mm, met (veel) meer neerslag in de bergen (1000–1400 mm/jaar) dan op de Bărăganvlakte (500 mm/jaar) of in de Dobroedzja (400 mm/jaar).

## Bestuurlijke indeling

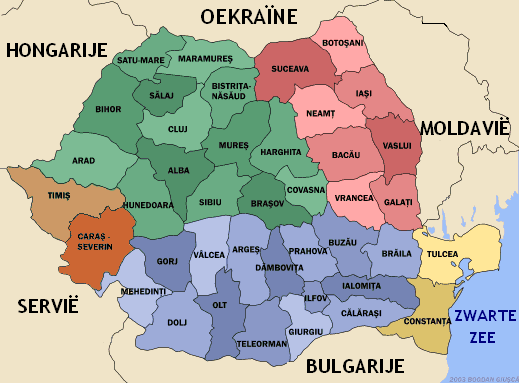
De districten en regio's van Roemenië. Regio's: Dobroedzja - geel, Walachije - blauw, Moldavië - rood, Transsylvanië - groen (en Banaat - bruin, maar Banaat kan ook tot Transsylvanië gerekend worden)

Roemenië is onderverdeeld in 41 districten (județe, enkelvoud județ), plus Groot-Boekarest. Ook zijn er 4 traditionele historische regio's.
De districten zijn de volgende:
Alba |
Arad |
Argeș |
Bacău |
Bihor |
Bistrița-Năsăud |
Botoșani |
Brăila |
Brașov |
Boekarest |
Buzău |
Caraș-Severin |
Călărași |
Cluj |
Constanta |
Covasna |
Dâmbovița |
Dolj |
Galați |
Giurgiu |
Gorj |
Harghita |
Hunedoara |
Ialomița |
Iași |
Ilfov |
Maramureș |
Mehedinți |
Mureș |
Neamț |
Olt |
Prahova |
Sălaj |
Satu Mare |
Sibiu |
Suceava |
Teleorman |
Timiș |
Tulcea |
Vâlcea |
Vaslui |
Vrancea

## Bevolking

### Demografie

Bevolkingsontwikkeling van Roemenië tussen 1961 en 2003.
1859 - 8.600.000
1912 - 12.923.600
1930 - 14.280.729
1948 - 15.872.624
1956 - 17.489.450
1966 - 19.103.163
1977 - 21.559.910
1992 - 22.810.035

Naast Roemenen wonen er veel Hongaren en in mindere mate Duitsers (Saksen) in Roemenië. Ook de invloed van de Roma (zigeuners) is vrij groot.
Na een daling van het bevolkingsaantal halverwege de jaren vijftig van de twintigste eeuw nam de Roemeense bevolking onder invloed van Ceaușescu sterk toe, mede door Decreet 770. Roemenië had het grootste aantal inwoners in 1989: 23.151.564. Na Ceaușescu's val werd abortus onmiddellijk weer gelegaliseerd en begon het inwoneraantal weer te dalen. Op 1 januari 1998 had Roemenië 22.526.096 inwoners. Daarmee stond het wereldwijd op de 42e plek qua bevolkingsgrootte en in Europa op de 12e. 12.387.000 mensen (55%) woonden toen in steden en 10.139.000 (45%) op het platteland
De vrouwen waren in 1998 in de meerderheid, met 11.499.000 mensen (51%). Er waren toen 11.027.000 mannen (49%). 24 steden hadden een inwonertal van boven de 100.000, waarvan het totale inwonertal uitkwam op 7.007.000 (56% van de in stad wonende mensen).
De grootste steden waren in 1998 Boekarest (2.032.000), Iași (349.000), Constanța (344.000), Cluj-Napoca (333.000), Galați (332.000), Timișoara (327.000), Brașov (316.000), Craiova (314.000), Ploiești (253.000) en Brăila (234.000). De bevolkingsdichtheid was toen 94,5 inw/km, waarmee Roemenië op de 74e plek van de wereld en 26e plek van Europa kwam.
De levensverwachting was gemiddeld 69,05 jaar, voor de vrouwen 73,09 jaar en voor de mannen 65,30 jaar. De levensverwachting voor stedelingen was 69,84 jaar en voor plattelandsbewoners 67,99 jaar. In 1998 was 19,2% van de Roemeense bevolking 0 tot 14 jaar oud, 62,3% 15 tot 59 jaar en 18,3% boven de 60 jaar.
In 1992 waren er van de 22.810.035 inwoners 20.408.542 (89,4%) Roemenen en 2.401.493 (10,6%) van een andere etniciteit. De etniciteiten in Roemenië waren als volgt: de Hongaren waren de grootste minderheid in Roemenië met 1.624.959 inwoners (7,1% van het totale inwonertal), daarna kwamen de Roma 401.087 (1,7%), Duitsers 119.462 (0,5%), Oekraïners 65.764 (0,3%) en Joden 8955 (0,04%).
Tussen 1990 en 1996 zijn er 255.034 Roemenen geëmigreerd, waarvan 99.715 Duitsers. Vlak na de revolutie in 1990 waren er al 96.929 mensen geëmigreerd. In 1996 waren dat er 21.526. Inmiddels wonen er meer dan 8 miljoen Roemenen buiten Roemenië.

### Taal
De officiële taal is het Roemeens. Door minderheden wordt ook het Hongaars, Duits (in Transsylvanië), Russisch (in de Donaudelta), Turks en Tataars in de Dobroedzja en het Romani (taal van de Roma, zigeuners) in Roemenië (vooral op de laagvlaktes) gesproken.
Het Roemeens is een Romaanse taal. Deze taalgroep bevat onder andere Latijn, Frans, Spaans, Catalaans, Portugees en Italiaans. Ongeveer 30 miljoen mensen wereldwijd spreken Roemeens, waarvan de meeste sprekers in Roemenië en Moldavië wonen.
Het Hongaars - een Fins-Oegrische taal - gesproken door de Hongaarse minderheid, is de grootste minderheidstaal en wordt vooral in het Szeklerland gesproken. Daar is het Hongaars een de facto co-officiële taal naast het Roemeens waar de Hongaren meer dan 20% van de bevolking uitmaken. Tot de jaren negentig werd er in Transsylvanië door een groot aantal Zevenburger Saksen Duits gesproken, maar in plaats van het communistische regime te aanvaarden, vluchtten velen naar West-Duitsland en degenen die overbleven emigreerden na de val van het communisme, toen de grenzen opengingen.
Verder wordt er in Roemenië het Romani, de taal van de Roma (zigeuners), gesproken. In het zuidoosten van het land wordt er door Tataarse en Turkse minderheden Turks gesproken. In termen van buitenlandse talen, spreken 5 miljoen Roemenen Engels, 4-5 miljoen Frans, 1,5 miljoen Duits, 2 miljoen Italiaans en 1 miljoen spreekt Spaans. Historisch gezien was Frans de leidende taal voor de studie; tegenwoordig is het Engels zodat de ouderen in Roemenië Frans spreken en de jongeren Engels.

### Religie
| Religie in Roemenië (INS, 2011) | Religie in Roemenië (INS, 2011) | Religie in Roemenië (INS, 2011) | Religie in Roemenië (INS, 2011) | Religie in Roemenië (INS, 2011) |
| ------------------------------- | ------------------------------- | ------------------------------- | ------------------------------- | ------------------------------- |
|                                 |                                 |                                 |                                 |                                 |
| Roemeens-orthodox               | Roemeens-orthodox               |                                 | 81%                             | 81%                             |
| Rooms-katholiek                 | Rooms-katholiek                 |                                 | 4,3%                            | 4,3%                            |
| Protestants (Hongaars)          | Protestants (Hongaars)          |                                 | 3%                              | 3%                              |
| Overig christelijk              | Overig christelijk              |                                 | 4,7%                            | 4,7%                            |
| Moslim                          | Moslim                          |                                 | 0,3%                            | 0,3%                            |
| Andere religies                 | Andere religies                 |                                 | 0,1%                            | 0,1%                            |
| Niet gelovig                    | Niet gelovig                    |                                 | 0,2%                            | 0,2%                            |
| Onbekend/Geen antwoord          | Onbekend/Geen antwoord          |                                 | 6,3%                            | 6,3%                            |

De grondwet garandeert vrijheid van godsdienst. Het grootste deel van de bevolking is Roemeens-orthodox, de etnische Hongaren zijn doorgaans rooms-katholiek of protestant (hervormd of gereformeerd), de etnische Duitsers meestal lutheraan.
De overheersende godsdienst is met meer dan 80% de Roemeense-orthodoxie, vergelijkbaar met de Russisch- en Grieks-orthodoxie. Eenvoudig gezegd is het een opzichzelfstaande geloofsgemeenschap volgens de Oosterse of Byzantijnse rite. De Roemeense Kerk heeft een eigen patriarch die zetelt te Boekarest. Patriarch Daniel van Roemenië is de huidige patriarch van de Roemeens-orthodoxe Kerk. Hij is ook aartsbisschop van Boekarest en Iași, metropoliet van Moldavië en Boekovina, Vicaris bisschop van Timișoara en president van de Heilige Synode.
Binnen de Roemeense landsgrenzen zijn er 5 metropoliën:
1. de metropolie van Walachije en Dobroedzja
2. de metropolie van Moldavië en Boekovina
3. de metropolie van Ardeal (Transsylvanië)
4. de metropolie van Oltenië
5. de metropolie van het Banaat.

Vooral de iconen en de kloosters zijn een bekende uiting van de orthodoxe Kerk.
In Dobroedzja is er een minderheid van de islam (Turken en Tataren) overgebleven sinds de Ottomaanse overheersing of gekomen na migraties vanaf de Krim. 

## Cultuur

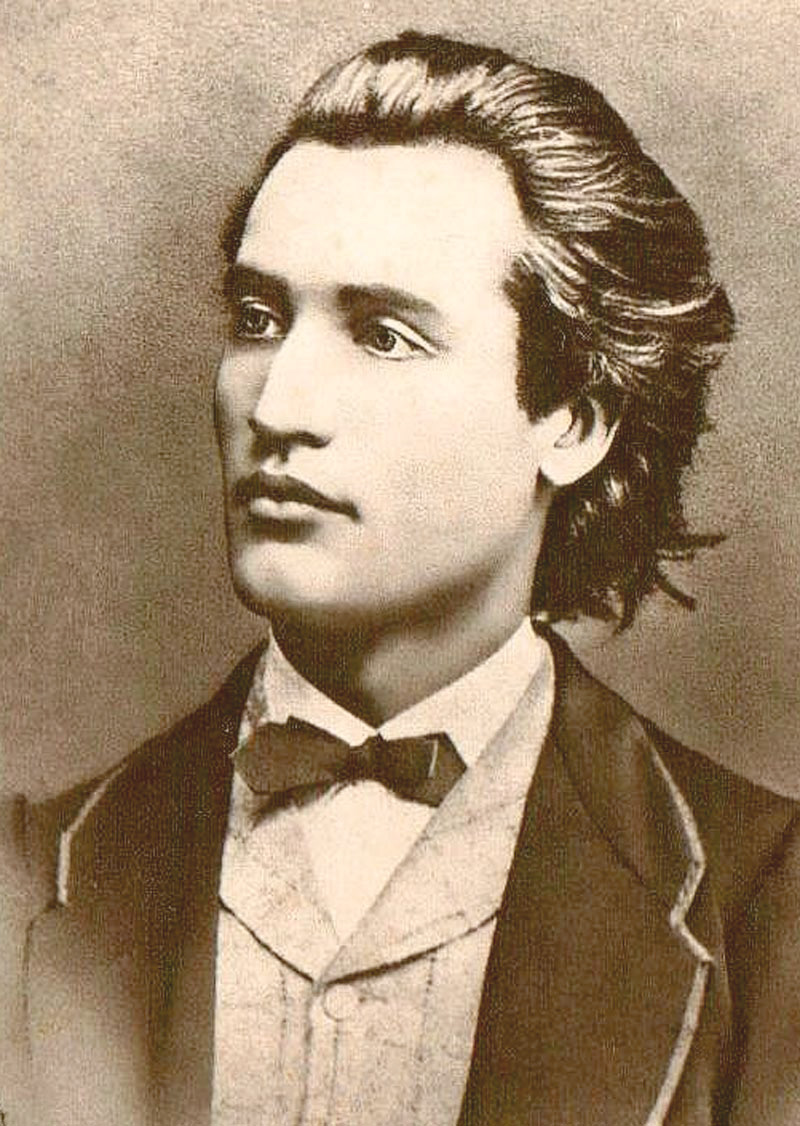
Mihai Eminescu, de grootste Roemeense dichter aller tijden.

Roemenië heeft een bloeiende en diverse cultuur, die onder andere tot uiting komt in architectuur en kunstvoorwerpen.
Roemenen zijn erg trots op hun ontdekkingen en uitvindingen. Enkele uitvindingen en ontdekkingen van de Roemenen zijn het Coandă-effect (Henri Coandă was de "vader" van de moderne straaljager), insuline (door Nicolae Paulescu) en de vulpen (door Petrache Poenaru).
De Roemeense literatuur heeft onlangs wat bekendheid buiten de grenzen van Roemenië gekregen (meestal door vertalingen in het Duits, het Frans en het Engels). Sommige moderne Roemeense auteurs werden erg populair in Duitsland, Frankrijk en Italië, waaronder Eugen Ionescu, Emil Cioran, Mircea Eliade, Mircea Cărtărescu en Linda Maria Baros.
De oudere klassieke schrijvers van Roemeense literatuur en Roemeense poëzie bleven ook zeer bekend buiten Roemenië. Traditioneel waarderen Roemenen poëzie meer dan Roemeens proza. Mihai Eminescu, een negentiende-eeuwse dichter is nog steeds erg geliefd in Roemenië, en wordt ook de "beste Roemeense dichter aller tijden" genoemd. Revolutiejaar 1848 had zijn echo's in de drie vorstendommen waardoor er midden negentiende eeuw een nieuwe elite opkwam: Mihail Kogălniceanu (schrijver, politicus en de eerste premier van verenigd Roemenië), Vasile Alecsandri (politicus, toneelschrijver en poëet), Andrei Mureșanu (publicist en schrijver van het Roemeense volkslied) en Nicolae Bălcescu (historicus, schrijver en revolutionair).
De werken van George Enescu zijn erg bekend voor Roemenen. Velen beschouwen Enescu als hun nationale musicus. Het symfonieorkest van Boekarest is naar Enescu genoemd.

### Eten en drinken

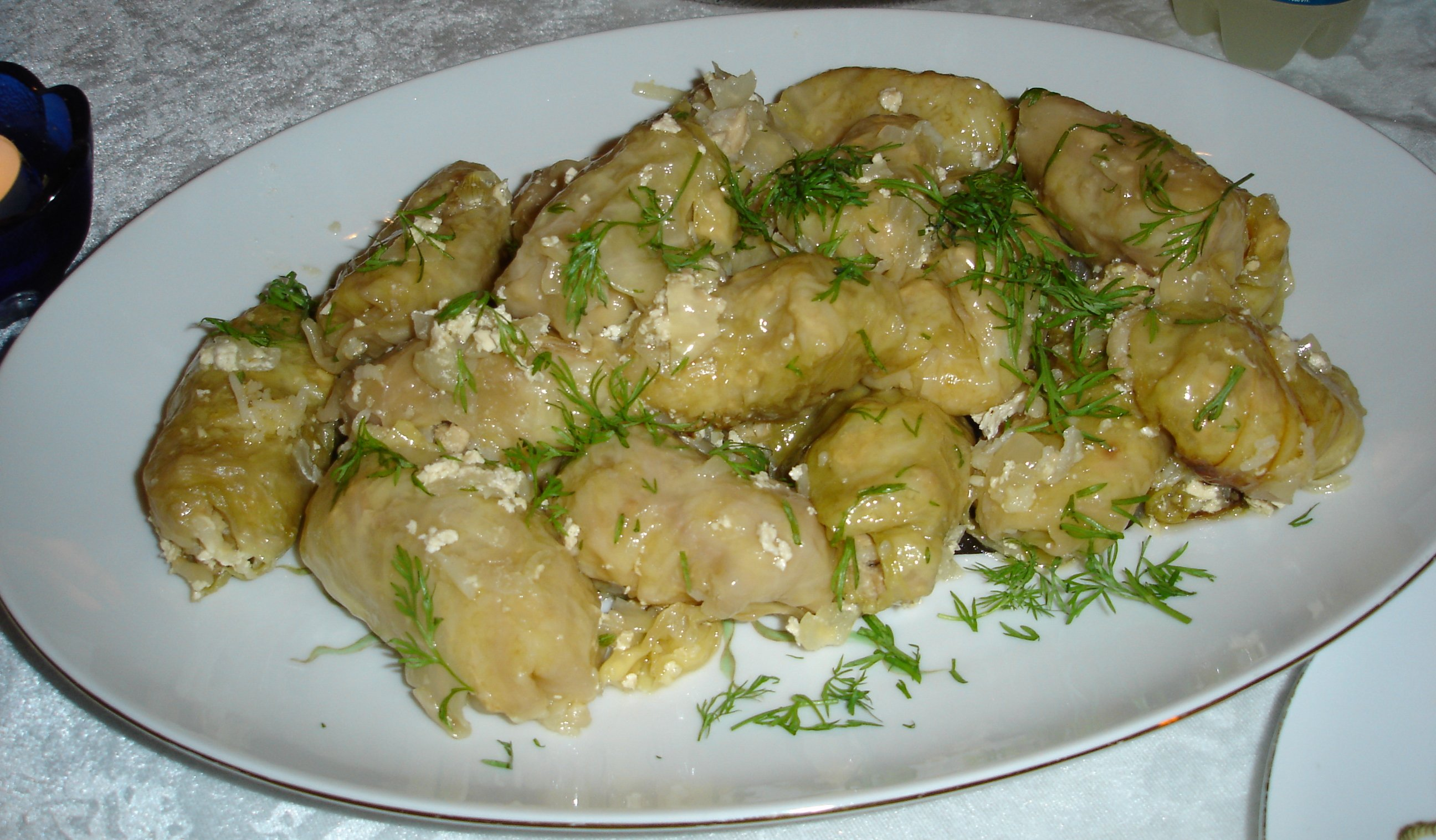
Sarmale

De Roemeense keuken is beïnvloed door de Hongaarse, Oostenrijkse, Slavische, Turkse en Griekse keuken. De Roemeense maaltijd draait vaak grotendeels om vlees. Er wordt vaak schapenvlees en varkensvlees gegeten. Iedere regio heeft zijn eigen specialiteiten.
Enkele Roemeense gerechten zijn:
- Ciorbă, zure soep
- Bors (geeft de zure smaak aan de Ciorbă)
- Mămăligă, een soort maïsbrij
- Sarmale met Smântănă, koolrolletjes gevuld met gehakt, kruiden en rijst
- Mititei met mosterd, scherpe saucijsjes van een gekruid gehakt
- Piftie, vlees in gelatine
- Piftea, vlees / gebraden gehakt + kruiden
- Pastramă (Pastrami), vaak gemaakt van schapenvlees
- Papanasi, een toetje van deeg, met room en jam eroverheen gegoten.

De nationale drank țuică is een thuisgestookte pruimenjenever. Vooral op het platteland in Walachije is țuică erg populair en palinka, een sterke vorm van țuică, is meer populair in het noorden van Roemenië.
Vooral wijn, maar ook bier wordt veel gedronken door de Roemenen. De meest gedronken wijn is rode wijn. Iedere streek kent zo zijn eigen wijnsoort. De meeste wijn wordt gemaakt in het zuiden van de regio Moldavië.

### Media
De media in Roemenië begonnen zich te ontwikkelen na 1989. De publieke omroep is Televiziunea Română (de Roemeense televisie). Andere bekende televisiezenders zijn onder andere ProTV en Antena 2. Bekende kranten in Roemenië zijn România Liberă en Jurnalul. EuropaFM is een veel beluisterde radiozender.
De Roemeense publieke radio heet Societatea Română de Radiodifuziune of kort Radio România.

### Nationale feestdagen
Kerstmis en (Orthodox) Pasen worden in het land gevierd (het zijn officiële vrije dagen). Afwijkend van andere Oosters-orthodoxe Kerken, viert de Roemeense kerk Kerstmis op 25 december; Pasen wordt wel op de Oosters-orthodoxe datum gevierd. Andere officiële feestdagen zijn Nieuwjaarsdag (1 januari), Dag van de Arbeid (1 mei), en de nationale feestdag van Roemenië (1 december, Verenigingsdag).

### Festivals
Ieder jaar zijn er festivals in Roemenië. Zo is er in de zomer aan de zee in Mangalia het Callatisfestival, in Vama Veche het Stufstockfestival, in Sibiu het Airfield Festival en in Mamaia verschillende (muziek)festivals. Het inmiddels ter ziele gegane Peninsula Félsziget was gedurende jaren het grootste muziekfestival van Roemenië. In Sighișoara vindt ieder jaar het "Festival van de Middeleeuwen" plaats. Sinds 2015 vindt het popfestival Untold plaats in Cluj.

### Muziek
Muziek is in Roemenië een belangrijk onderdeel van de cultuur.
Naast klassieke muziek en hedendaagse stromingen als popmuziek, hiphop, heavymetal is ook de volksmuziek (Roemeens: muzică populară) nog regelmatig te horen in het dagelijks leven.
Enkele hedendaagse bekende Roemeense artiesten zijn Gheorghe Zamfir, O-Zone, Inna, Edward Maya, Smiley, Voltaj en Alexandra Stan.

### Sport
Roemenië is internationaal succesvol in een aantal sporten.
De gymnast Nadia Comăneci was de eerste gymnast met een perfecte "tien" aller tijden. Dit deed ze in 1976 op de Olympische Spelen in Montreal, op slechts 14-jarige leeftijd. Verder won ze op de Spelen van 1976 drie gouden medailles, een zilveren en een bronzen. Haar succes vervolgde zij op de Spelen van Moskou in 1980 waar ze twee gouden medailles en twee keer zilver won.
Ilie Năstase, de tennisser, is ook een internationaal bekende Roemeen. Hij won verscheidene grandslamtitels en vele andere toernooien; ook was hij succesvol wanneer hij dubbel speelde. Roemenië bereikte drie keer de finales van de Davis Cup.
Simona Halep gaf hieraan in 2018/2019 een imposant vervolg door het winnen van de damesfinales van resp. Roland Garros (tennistoernooi) en Wimbledon (tennistoernooi).
Voetbal is erg populair in Roemenië. Er zijn vele spelers die ook internationaal bekend zijn (of waren). De voetbalclub Steaua București was de eerste Oost-Europese club die een Europese titel behaalde. In 1986 wonnen ze de toenmalige Europacup I.
Rugby Union is ook traditioneel.

## Economie

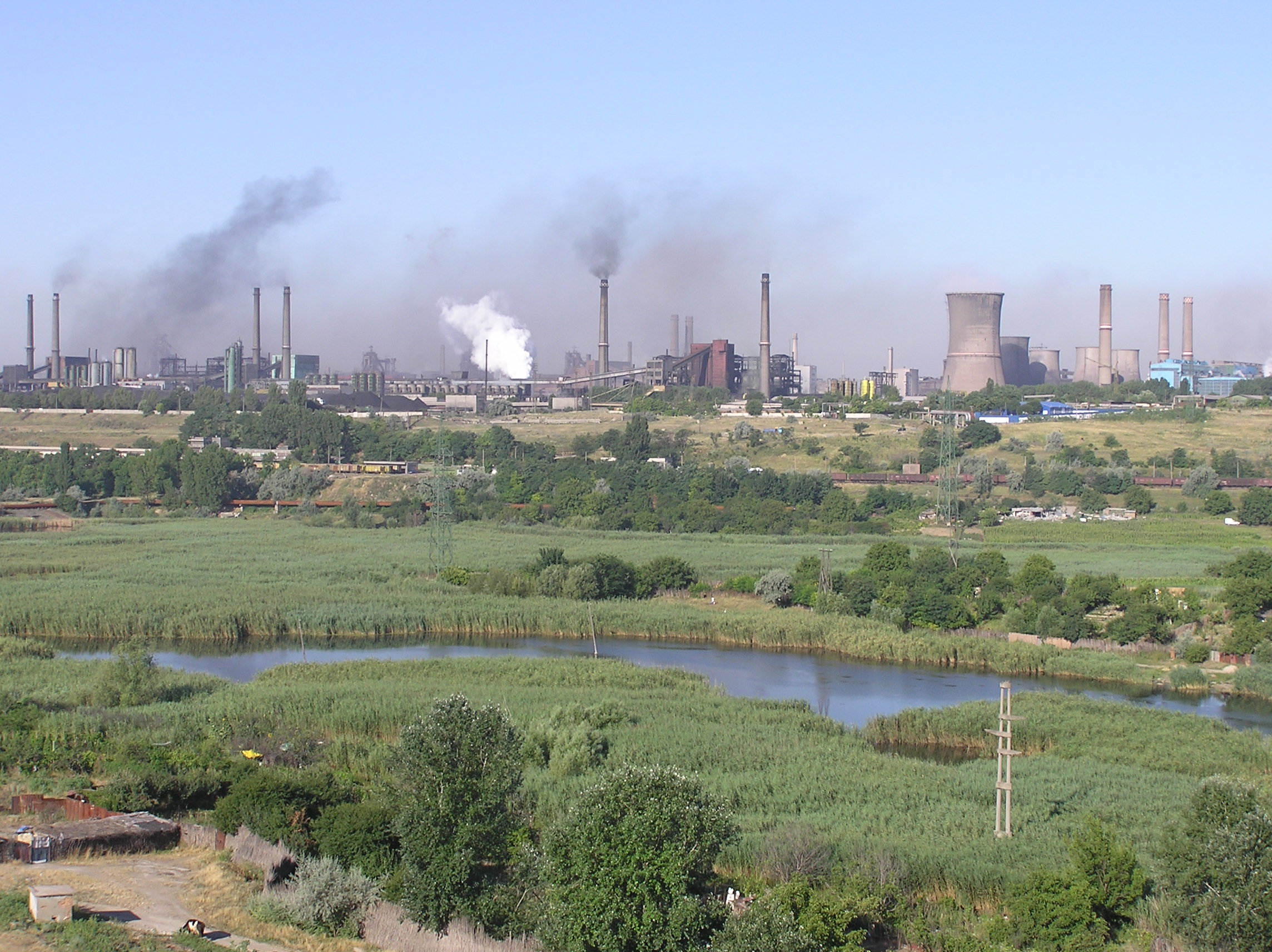
Staalindustrie van ArcelorMittal bij Galați

Na uitbreken van de economische crisis trok een groot deel van het buitenlandse kapitaal waarop de economie gebouwd was weg uit Roemenië. In 2009 ontving het land van het IMF, de Europese Unie en de Wereldbank een lening 20 miljard euro om de economie te hervormen. Om de begroting op orde te krijgen werden de salarissen van de ambtenaren (−25% in 2010) en de pensioenen (−15%) gekort, met de nodige sociale gevolgen.
Na een krimp van −1,3 in 2010 was er in 2011 sprake van een economische groei van 1,5%. In februari werd wederom een noodlening toegezegd door Het IMF en de Europese Unie. De groei van de economie in 2012 was 2%. Datzelfde percentage wordt voor 2013 voorspeld. In juni 2012 stond het IMF toe dat de lonen van de ambtenaren met 8% stegen. De economische groei moest volgens het IMF meer van de interne economie dan van de export komen. Het grootste deel van de bevolking ervoer de economische situatie in 2013 nog altijd als extreem moeilijk.

### Energievoorziening
Het land produceerde 26 miljoen ton olie-equivalent (Mtoe) in 2014. (1 Mtoe = 11,63 TWh, miljard kilowattuur.) De energiebronnen waren vooral fossiel (65%) en duurzaam (23%). Dat was niet genoeg voor de energievoorziening, het TPES (total primary energy supply): 32 Mtoe. Het land importeerde 5 Mtoe fossiele brandstof meer dan het exporteerde.
Van de energie ging ongeveer 6 Mtoe verloren bij conversie, vooral elektriciteitsopwekking met kolen en uraan. 1,6 Mtoe werd gebruikt voor niet-energetische producten zoals smeermiddelen, asfalt en petrochemicaliën. Voor energie eindgebruikers resteerde 23 Mtoe waarvan 3,6 Mtoe = 42 TWh elektriciteit, dat voor 42% duurzaam opgewekt werd.
De uitstoot van kooldioxide was 68 megaton, dat is 3,4 ton per persoon. Het wereldgemiddelde is 4,5 ton per persoon.

### Munteenheid
Roemeniës munteenheid is de leu (meervoud: lei. Leu betekent letterlijk leeuw) en is afgeleid van de Nederlandse daalders waarop een leeuw werd afgebeeld: de leeuwentaler. Op 1 juli 2005 werd de leu onderworpen aan revaluatie, zodat 10.000 oude lei (ROL) werd veranderd naar 1 nieuwe leu (RON). Er gaan ongeveer 5 nieuwe lei in een euro (2023).
Aanvankelijk mikte Roemenië op toetreding tot de eurozone in 2013. In mei 2014 informeerde Roemenië de verzamelde ministers van Financiën uit de Europese Unie dat men zich richtte op toetreding tot de eurozone in 2019.

### Toerisme

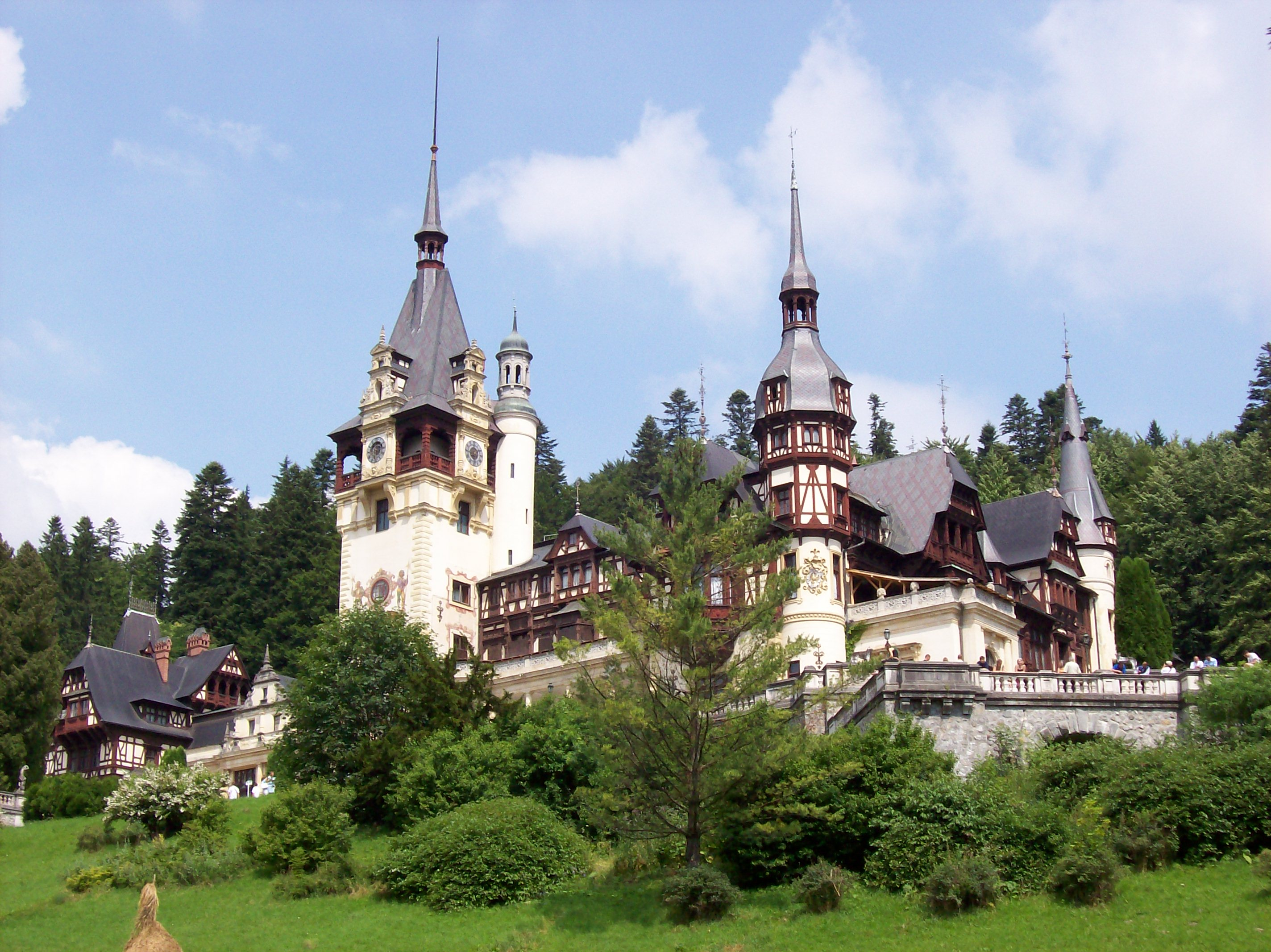
Kasteel Peleș (zomer 2006)

Jaarlijks komen er meer dan 7 miljoen toeristen waarvan de meeste uit West-Europa en de Verenigde Staten. De meest toeristische plaatsen maken deel uit van de Werelderfgoedlijst. De laatste jaren zijn er vele nationale parken gecreëerd die veel bezoekers aantrekken. De grootste meren zijn Lacul Bicaz en Lacul Vidraru, beide stuwmeren in de Karpaten. De Zevenburgse Alpen, een deel van de Karpaten, heeft de hoogste berg van Roemenië, de Moldoveanu met 2545 meter. Hier vindt men beren-, wolven- en lynxen-populaties.
Het noordoosten van Roemenië, de regio Boekovina, is beroemd om zijn beschilderde kloosters, met name Voroneț, Moldovița, Sucevița en Humor. De regio Maramureș in het noordwesten staat vooral bekend om zijn houten kerken en plattelandsdorpen.
Transsylvanië is een heuvelachtige regio, bekend om de typisch Saksische plaatsen als Sighișoara.
Walachije herbergt de hoofdstad Boekarest, maar heeft ook skigebieden, zoals de pistes in het Prahova-dal bij Sinaia en Bușteni.
Ook bijzonder in Walachije is de doorgang van de Donau door de IJzeren Poort.
Een andere bezienswaardigheid is het Kasteel Peleș.
In de Dobroedzja zijn er brede zandstranden aan de Zwarte Zeekust, met toeristenplaatsen als Mamaia en Neptun. Ook is er de Donaudelta, de grootste rivierdelta van Europa. Dit gebied is erg populair bij vissers en voor boottochten.
De Zevenburgse Alpen en Oostelijke Karpaten kennen 's winters ski-toerisme en een ijshotel; in de zomer bergwandelingen, ook vanaf de vele berghutten (Cabane).
Ook is de regio Maramureș erg toeristisch. Toeristen komen daar niet alleen voor het mooie heuvel- en berglandschap maar ook voor de Roemeense, en ook andere zoals Duitse, cultuur. Daar kan men bijvoorbeeld de houten kerken van Maramureș vinden.

## Politiek

Huidig President: Nicușor Dan

De staatsvorm van Roemenië is een parlementaire republiek. Het staatshoofd is de president, sinds 2025 is dit waarnemend president Nicușor Dan. De ambtstermijn duurt vijf jaar. De Roemeense regering staat sinds juni 2023 onder leiding van premier Ilie Bolojan. Hij werd aangesteld na het terugtreden van zijn voorganger Nicolae Ciucă. Het Roemeense parlement, dat de wetgevende macht heeft, bestaat uit twee kamers, het Huis van Afgevaardigden (Camera Deputatilor) met 330 zetels en de Senaat (Senat) met 136 zetels. De leden van het Huis van Afgevaardigden worden met een districtenstelsel gekozen voor vier jaar. De twee kamers vormen samen de wetgevende assemblee, wier taak het is de nieuwe Roemeense (grond)wet(ten) aan te nemen.

### Verkiezingen
Roemenië kent algemeen stemrecht sinds 1929. De kiesleeftijd is 18 jaar. De Roemeense grondwet en de kieswet verlenen aan wettelijk erkende organisaties van nationale minderheden een volksvertegenwoordiger in het Camera Deputatilor indien ze niet op de normale manier in de verkiezingen een volksvertegenwoordiger konden krijgen. Nationale minderheden hebben dan het recht op een volksvertegenwoordiger mits ze een aantal stemmen halen dat gelijk is aan vijf procent van alle geldig uitgebrachte stemmen in Roemenië. Momenteel hebben de minderheden 18 zetels in het Huis van Afgevaardigden.

### Politieke partijen
Hier staan de politieke partijen die een parlementaire vertegenwoordiging hebben. Alle partijen hebben een aantal vertegenwoordigers in de Kamer van Afgevaardigden.
- Sociaaldemocratische Partij (Partidul Social Democrat, PSD) - In 1992 afgescheiden van de FSN, en begon als Frontul Democrat al Salvării Naționale (FDSN). De naam werd in 1993 veranderd naar PDSR, en nog twee keren in 2001 naar PSDR en vervolgens naar PSD - een van de voorgaande regerende partijen.
- Nationaal-Liberale Partij (Partidul Național Liberal, PNL). In 2014 gefuseerd met een deel van de PDL.
- Alliantie voor de Unie van Roemenen (Alianța pentru Unirea Românilor, AUR), rechtse conservatieve en nationalistische politieke partij.
- Volksbewegingspartij (Partidul Mișcarea Populară, PMP) - opgericht in 2014 na een splitsing in de voormalige PDL, rondom Traian Băsescu.
- Democratische Unie van Hongaren in Roemenië (Uniunea Democrată Maghiară din România, UDMR) - de enige parlementaire partij van een minderheid, met meer dan een vertegenwoordiger in het Parlement. Alle partijen van minderheden in Roemenië krijgen een zetel in het Huis van Afgevaardigden, een uniek recht in Europa.

## Vervoer

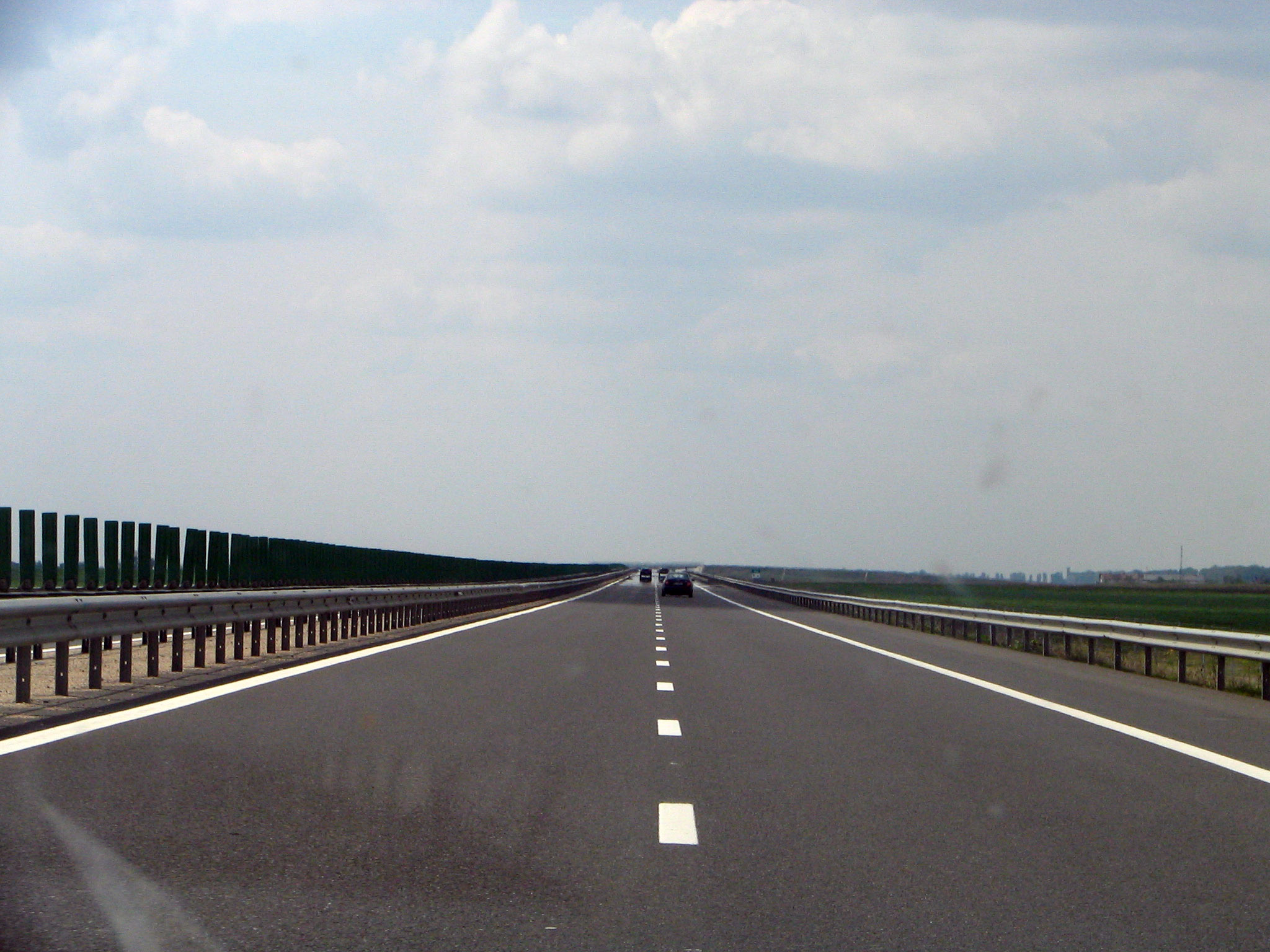
A2 in Roemenië

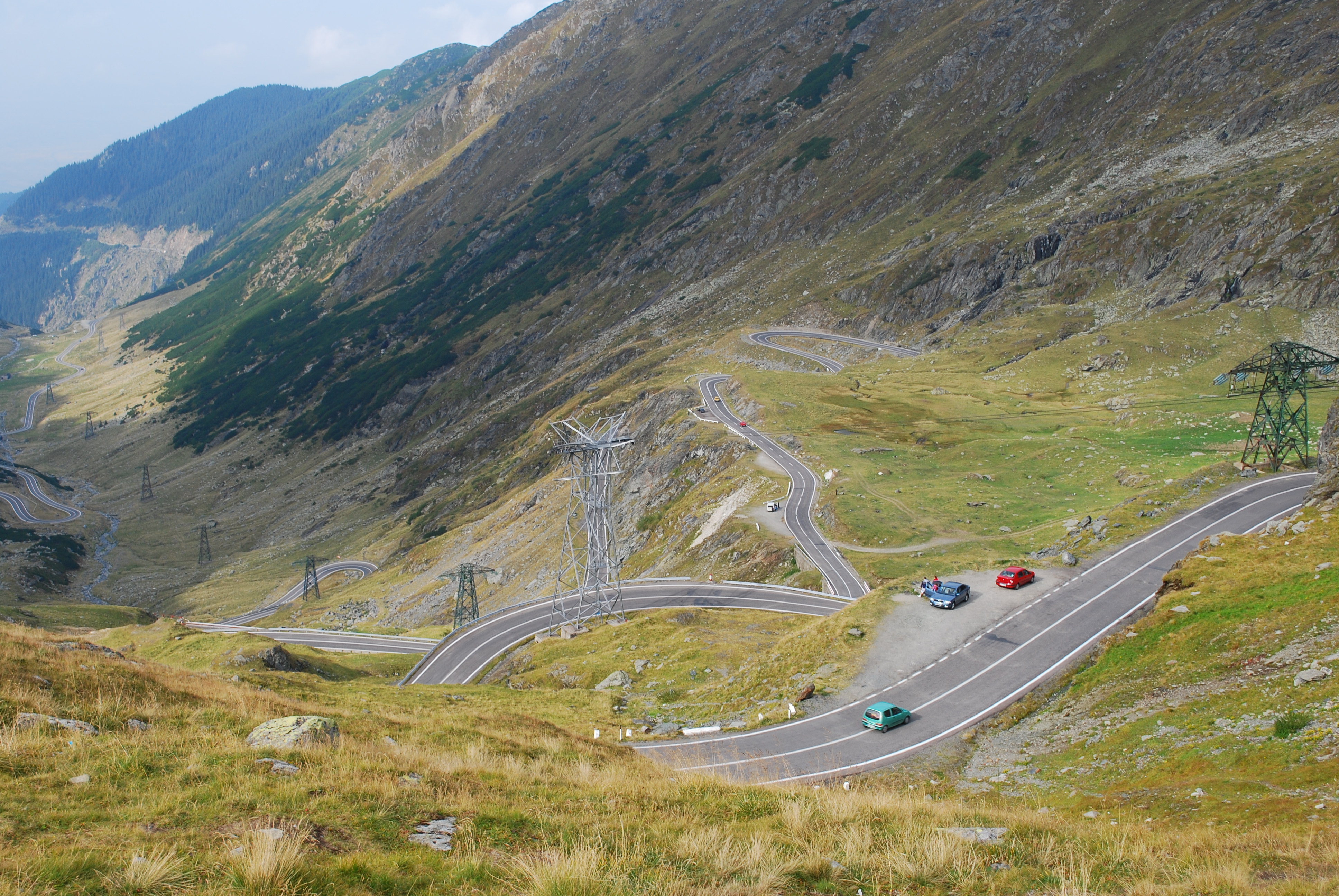
De spectaculairste weg van Roemenië, de Transfăgărășan

De totale lengte van het Roemeense wegennet is 84.185 km waarvan 60% geasfalteerd. Er zijn er vier snelwegen in gebruik, de A1, A2, A3 en A4 die verder nog uitgebreid zullen worden. Er zijn ook nog 2 snelwegen in aanbouw. Vele nationale wegen worden verbreed, zoals tussen Giurgiu en Boekarest.
De nationale wegen zijn niet genummerd naar positie, maar naar meest gebruikte wegen. Dan is het duidelijk dat de A1 het meeste wordt bereden. Er is geen tol op de Roemeense snelwegen, alleen voor de bruggen over de Donau bij de A2 bij Cernavodă en bij de DN2A bij Vadu Oii. Een vignet is verplicht voor buitenlanders op de snelwegen (A) en nationale wegen (DN). Deze rovignetă is te koop bij tankstations en aan de grensovergangen. Een erg spectaculaire weg is de Transfăgărășan (DN7C) over de Zevenburgse Alpen. Deze weg, met haarspeldbochten op een hoogte van boven de 2000 meter, is meestal gesloten van oktober tot en met juni vanwege de sneeuw.
Het Roemeense spoorwegennet is 11.385 km lang, waarvan maar een derde geëlektrificeerd is, en wordt beheerd door het Căile Ferate Române.
De Donau, waarop een groot gedeelte van het commerciële vrachtvervoer van Midden-Europa vervoerd wordt, loopt 1075 km door en langs Roemenië. De verbinding van het achterland met de havens aan de Zwarte Zee is sterk verbeterd dankzij het gereedkomen van het Donau-Zwarte Zeekanaal, waardoor 380 km van de Donau wordt afgesneden. Vooral voor de export heeft de zeevaart een enorme betekenis voor Roemenië. De Haven van Constanța is daarom erg van belang voor de Roemeense vrachtvervoer: 60% van de handel komt daarlangs. Andere belangrijke havens in Roemenië zijn in Orșova, Drobeta-Turnu Severin, Turnu Măgurele, Giurgiu, Oltenița, Calarași, Cernavodă, Brăila, Galați en Tulcea.
Roemenië heeft een aantal internationale luchthavens (Boekarest, Timișoara, Constanța, Bacău, Cluj-Napoca, Oradea, Târgu Mureș en Suceava) en zestien vliegvelden voor binnenlands transport, waaronder ook Baia Mare, Caransebeș, Craiova, Iași, Oradea, Satu Mare en Tulcea.

## Onderwijs

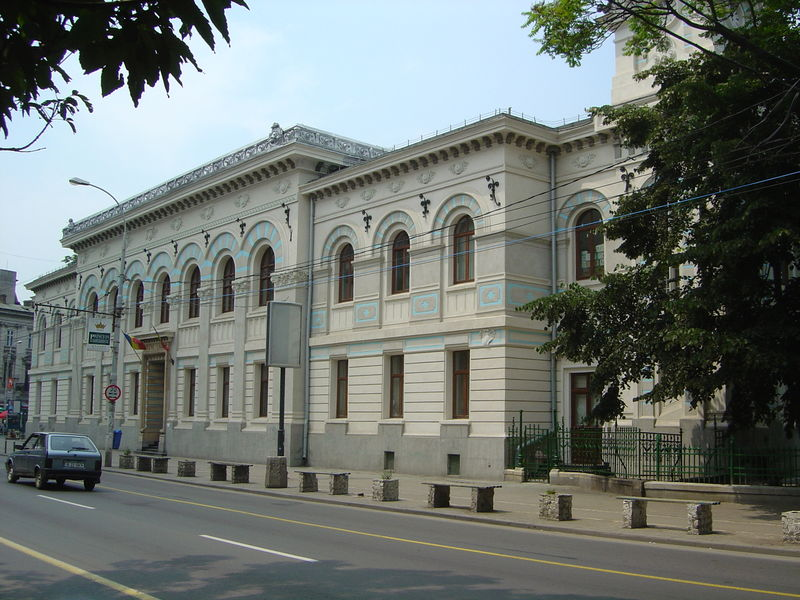
De Gheorghe Lazărschool, een beroemde school in Roemenië

De geschiedenis van het Roemeense onderwijs gaat enkele eeuwen terug. Een van de eerste scholen op huidig Roemeense grond stamt uit de zestiende eeuw, en was vermeld in een document. Het was een priesterschool in Cenad (District Arad).
In Scheii Brașovului bestond er in 1495 een Roemeense school en in 1544 richtte de Saksische humanist J. Honteurs een Saksische school in zijn geboortestad, Brașov (toen Kronstadt). In de negentiende eeuw bestonden er in het algemeen in Roemeense dorpen een basisschool, meestal functionerend naast de kerk, en cursussen, bij kloosters. In bojarenfamilies werden privélessen gegeven, met Roemeense en Griekse leraren en na de achttiende eeuw ook Franse en Duitse leraren. De "Koninklijke Academieën", scholen voor de "hogere klasse", werden in Roemenië geopend in de zeventiende eeuw, ten zuiden en oosten van de Karpaten. Deze scholen werden in het algemeen in het Grieks gegeven, maar toen de Phanariotesfamilie afgezet werd, werd dit opgeheven.
In de eerste tientallen jaren begon er ook het hoge onderwijs in het Roemeens: in Moldavië, in Iași (1814) door Gheorghe Asachi en in Walachije (1818) door Gheorghe Lazăr, een Roemeense leraar geboren in Transsylvanië.
Tegenwoordig hebben Kinderen een leerplicht van hun 6e tot hun 16e jaar.
Groepen één tot acht (6 tot 14 jaar) zit de jeugd op de basisschool. Hierna volgt een paar jaar de middelbare school, en daarna de universiteit. Bekende universiteiten zijn onder andere die van Iași, Cluj-Napoca en Boekarest.
Als volgt is het systeem ingedeeld:
- Scoala primară și gimnaziala - basisschool
- Liceu - Middelbare school
- Invățământ superior - Hoog onderwijs

In het schooljaar 1996/97 waren er:
- Basisschool: 2.546.231 leerlingen
- Middelbare school: 792.788 leerlingen
- Hoog onderwijs: 358.488 studenten

Zie voor meer informatie over het Roemeense onderwijs onder "Externe links".

## Beroemde Roemenen

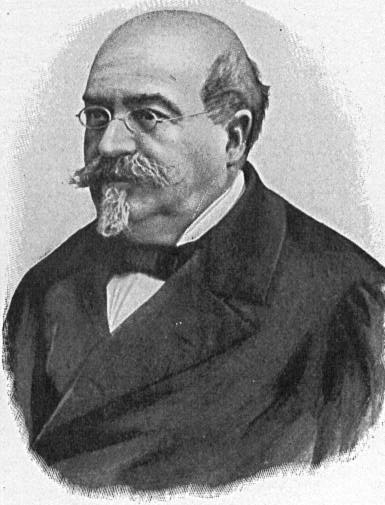
Mihail Kogălniceanu

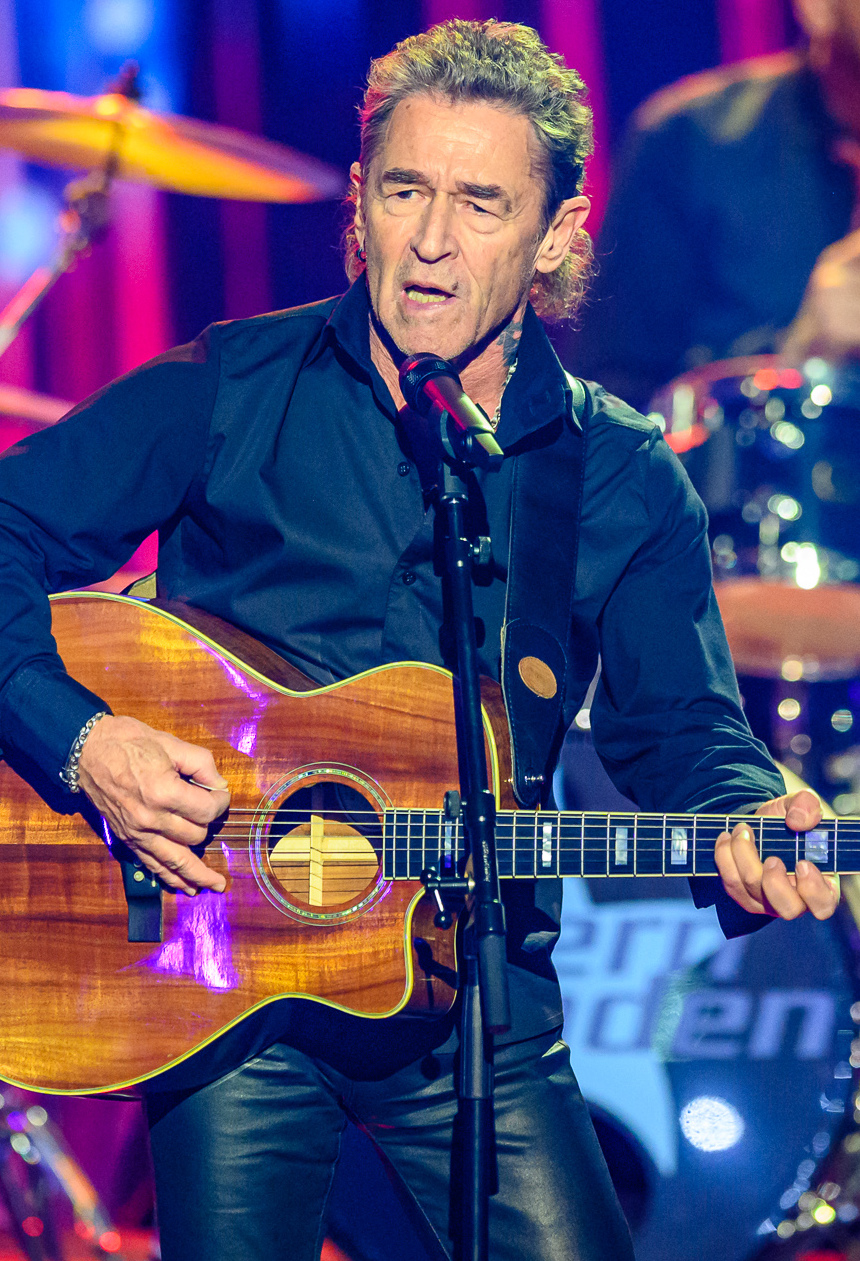
Peter Maffay

| - Ion Antonescu, generaal, later maarschalk - Linda Maria Baros, dichter - Traian Băsescu, president - Constantin Brâncoveanu, heerser - Constantin Brâncuși, beeldhouwer - Nicolae Ceaușescu, politicus - Sergiu Celibidache, dirigent - Cristian Chivu, voetballer - Emil Cioran, filosoof - Henri Coandă, aerodynamisch ingenieur - Nadia Comăneci, turnster - Ion Creangă, schrijver - Michael Cretu, musicus - Gheorghe Gheorghiu-Dej, politicus - Leonard Doroftei, bokser - Mircea Eliade, filosoof - Mihai Eminescu, dichter - George Enescu, componist - Angela Gheorghiu, operazangeres - Constantin Virgil Gheorghiu, priester en schrijver - Gheorghe Hagi, voetballer - Simona Halep, tennisster - Corvinus de Hunedoara, heerser - Eugène Ionesco, schrijver - Nicolae Iorga, historicus - Iwan Iosif Ivanovici, componist en dirigent - Mihail Kogălniceanu, premier - Zsolt Baló, schaatser - Koning Mihai I - Dinu Lipatti, pianist |  | - Bogdan Lobonț, voetballer - Mircea Lucescu, voetbaltrainer - Radu Lupu, pianist - Nicolae Mitea, voetballer - Diana Mocanu, zwemster - Maia Morgenstern, actrice - Gheorghe Mureșan, basketballer - Adrian Mutu, voetballer - Ilie Năstase, tennisser - George Ogăraru, voetballer - Petrache Poenaru, ontwerper van de vlag en uitvinder van de vulpen - Cătălina Ponor, turnster - Gheorghe Popescu, voetballer - Ciprian Porumbescu, componist - Camelia Potec, zwemster - Gabriela Szabó, atlete - Peter Maffay, zanger - Ștefan cel Mare, heerser - Vlad Țepeș of Dracula, berucht heerser - Ion Țiriac, tennisser en ondernemer - Ileana Sonnabend Schapira, kunstenaarsheadhunter, galeriehoudster - Aurelia Dobre, turnster - Petre Țuțea, filosoof - Tristan Tzara, dichter - Mihai Viteazul of Michaël de Dappere, heerser - Alexandra Stan, zangeres - Serghei Țvetcov, wielrenner - Inna, zangeres - Sebastian Stan, acteur - Nicolae Stoicescu, schrijver, geschiedkundige (Vlad Tepes) en ambassadeur voor Roemenie in Griekenland |  |  |